# Az Újpest FC 2017–2018-as szezonja
Ez a szócikk az Újpest FC 2017–2018-as szezonjáról szól, mely sorozatban a 106., összességében pedig a 112. idénye a csapatnak a magyar első osztályban. A klub fennállásának ekkor volt a 132. évfordulója.

## A szezon részletesen

### Június
Június 1-én Gyirmót korábbi montenegrói védője, Mijuško Bojović írt alá.
Június 5-én a nigériai középpályás Obinna Nwobodo érkezett.
Június 8-án egy év után visszatért a klubhoz Litauszki Róbert.
Június 10-én visszatért a lila-fehérekhez Simon Krisztián.
Június 15-én Balogh Balázs és Jonathan Heris a 
Puskás AFC-hez igazolt. A Puskás Akadémiától pedig Tischler Patrik érkezett.
Június 18-án a Videoton és Puskás Akadémia korábbi kapusa a szerb Filip Pajović érkezett. Június 21. és Július 1. között Ausztriába utazott a csapat edzőtáborba. 
Június 22-én Balajcza Szabolcs a korábbi lila-fehér csapatkapitány Siófokhoz került. Június 28-án a Puskás AFC-tól érkezett a szerb légiós Branko Pauljević.

### Július
Július 13-után az Atalanta BC-től a lila-fehéreknél kölcsönben lévő Kecskés Ákos a lengyel LKS Nieciecza került kölcsönbe. Július 15-én a 2017–2018-as NB I-es szezon első mérkőzésen Pakson a Mumussal 2 – 2-es döntetlennel kezdett az Újpest.
Július 17-én a macedón Enis Bardhi a spanyol élvonalba felkerülő Levante csapatával hároméves szerződést írt alá.
Július 23-án a 221. Újpest– Ferencváros derbin kétszer vezetett az Újpest, de a Ferencváros kétszer is ki tudott egyenlíteni, így a mérkőzés vége 2–2-es döntetlen lett ismét.
Július 25-én Mihailo Perović szerbiába, a FK Vozdovac csapatához igazolt.
Július 30-án a Videoton vendégeként megszerezte a szezonbeli harmadik 2–2-es döntetlenjét.

### Augusztus
Augusztus 6-án hazai pályán a Vasas ellen megszerezte a csapat az szezonbeli első győzelmét.
Augusztus 12-én a Honvéd vendégeként pedig első vereségét is elszenvedte a lila-fehér klub.
Augusztus 13-án egy újabb játékos érkezését jelentették be a svéd-magyar kettős állampolgárságú Anton Salétros kölcsönbe érkezett a svéd AIK Fotboll klubtól.
Augusztus 16-án ismét igazolt a klub egy 20 esztendős macedón csatárt Remzifaik Selmanit.
Augusztus 19-én a csapat a Diósgyőrt fogadta és 1–1-es döntetlent játszott.
Augusztus 26-án a bajnokság 7. fordulójában a Balmazújváros vendégeként 1–0-s győzelemmel ünnepelte a lila-fehér klub történelmének 3000. élvonalbeli mérkőzését.
Augusztus 29-én hosszas csend után Kylian Hazard az előző szezon angol bajnok Chelsea u23-as keretéhez igazolt. Még azon a napon a mali Souleymane Diarra középpályás egy évre a Ligue 2-ben szereplő Lenshez került kölcsönbe.

### Szeptember
Szeptember 3-án a fiatal kapus Gundel-Takács Bence Felcsútról a lila-fehérekhez a több játék lehetőség reményében.
Még az nap Horvátországban a NK Slaven Belupo Koprivnica csapatánnál vendégségben, egy jó hangulatú 0–0-s döntetlent játszott a csapat.

## Átigazolások
2017. évi nyári átigazolási időszak, 
 2018. évi téli átigazolási időszak

### Érkezők
| Mezszám | Poz. | Nemzet | Név               | Kor | EU | Honnan             | Szerződés megnevezése   | Átigazolási időszak | Szerződés vége | Átigazolás összege | Forrás |
| ------- | ---- | ------ | ----------------- | --- | -- | ------------------ | ----------------------- | ------------------- | -------------- | ------------------ | --- |
| 19      | V    | MNE    | Mijuško Bojović   | 28  | EU | Gyirmót            | átigazolás              | Nyári               |                |                    | Újpest: az NB I-ből kieső csapat házi gólkirálya érkezett – hivatalos                                                         |
| 28      | KP   | NGA    | Obinna Nwobodo    | 20  | EU | Enugu Rangers      | átigazolás              | Nyári               |                |                    | Újpest: Nwobodo a lila-fehérek játékosa lett – hivatalos                                                                      |
| 5       | V    | HUN    | Litauszki Róbert  | 27  | EU | Cracovia Kraków    | átigazolás              | Nyári               |                |                    | Újpest: nagy visszatérők, Litauszkit már bejelentették                                                                        |
| 7       | KP   | HUN    | Simon Krisztián   | 26  | EU | 1860 München       | átigazolás              | Nyári               |                |                    | Újpest: bejelentették Simon Krisztián hazatérését                                                                             |
| 9       | CS   | HUN    | Tischler Patrik   | 25  | EU | Puskás Akadémia    | átigazolás              | Nyári               |                |                    | Tischler Patrik a lila-fehéreknél folytatja pályafutását                                                                      |
| 1       | K    | SRB    | Filip Pajović     | 23  | EU | Čukarički          | átigazolás              | Nyári               |                |                    | Újpest: a Videoton korábbi kapusa érkezett – hivatalos                                                                        |
| 49      | KP   | SRB    | Branko Pauljević  | 28  | EU | Puskás Akadémia    | átigazolás              | Nyári               |                |                    | Újpest: a Puskás Akadémia légiósa érkezik – hivatalos                                                                         |
| 10      | KP   | HUN    | Zsótér Donát      | 21  | EU | Sint-Truiden       | kölcsönbe               | Nyári               |                |                    | Bombaerős középpálya. [2017. augusztus 14-i dátummal az eredetiből archiválva]. (Hozzáférés: 2017. augusztus 14.)             |
| 86      | CS   | HUN    | Novothny Soma     | 23  | EU | Sint-Truiden       | kölcsönbe               | Nyári               |                |                    | Már Novothny Soma is lilában edz. [2017. augusztus 14-i dátummal az eredetiből archiválva]. (Hozzáférés: 2017. augusztus 14.) |
| 26      | KP   | HUN    | Nagy Dániel       | 26  | EU | Würzburger Kickers | átigazolás              | Nyári               |                |                    | Újpest: a Németországból hazatérő középpályás aláírt                                                                          |
|         | KP   | MLI    | Alassane Diallo   | 22  | EU | Standard de Liège  | szabadon igazolhatóként | Nyári               |                |                    | Újpest: aláírt a mali középpályás – hivatalos                                                                                 |
| 16      | KP   | /      | Anton Salétros    | 21  | EU | AIK Fotboll        | kölcsönbe               | Nyári               |                |                    | Újpest: magyar-svéd játékos érkezik Stockholmból – hivatalos                                                                  |
|         | CS   | MKD    | Remzifaik Selmani | 20  | EU | FK Renova          | átigazolás              | Nyári               |                |                    | Ismét igazoltunk. [2017. augusztus 16-i dátummal az eredetiből archiválva]. (Hozzáférés: 2017. augusztus 16.)                 |
|         | V    | BIH    | Dženan Bureković  | 22  | EU | FK Vojvodina       | Szabadon igazolhatóként | Téli                |                |                    | Erősítés érkezik a szerb élvonalból. [2018. január 25-i dátummal az eredetiből archiválva]. (Hozzáférés: 2018. január 24.)    |
|         | KP   | NGA    | Vincent Onovo     | 22  | EU | Helsingin JK       | Szabadon igazolhatóként | Téli                |                |                    | Új játékos lila-fehérben. [2018. február 20-i dátummal az eredetiből archiválva]. (Hozzáférés: 2018. február 19.)             |

### Távozók
| Mezszám | Poz. | Nemzet | Név               | Kor | EU | Hová            | Szerződés megnevezése | Átigazolási időszak | Szerződés vége | Átigazolás összege | Forrás |
| ------- | ---- | ------ | ----------------- | --- | -- | --------------- | --------------------- | ------------------- | -------------- | ------------------ | --- |
| 8       | V    | HUN    | Balogh Balázs     | 24  | EU | Puskás Akadémia | átigazolás            | Nyári               |                |                    | Puskás Akadémia hivatalos honlapján jelentette be, hogy átigazolta Újpestről Balogh Balázst                                    |
| 3       | V    | BEL    | Jonathan Heris    | 23  | EU | Puskás Akadémia | átigazolás            | Nyári               |                |                    | Puskás Akadémia hivatalos honlapján jelentette be, hogy átigazolta Újpestről Jonathan Herist                                   |
| 1       | K    | HUN    | Balajcza Szabolcs | 38  | EU | Siófok          | átigazolás            | Nyári               |                |                    | NB II: Balajcza a Siófokban folytatja – hivatalos                                                                              |
| 15      | V    | HUN    | Kecskés Ákos      | 21  | EU | Termalica B-B.  | átigazolás            | Nyári               |                |                    | Légiósok: Újpest után Nieciecza – váltott a fiatal magyar                                                                      |
| 7       | KP   | MKD    | Enis Bardhi       | 22  | EU | Levante         | átigazolás            | Nyári               |                |                    | Újpest: Bardi a spanyol élvonalban folytatja – hivatalos                                                                       |
| 20      | CS   | MNE    | Mihailo Perović   | 24  | EU | FK Vozdovac     | átigazolás            | Nyári               |                |                    | Szerbiába igazolt az Újpest támadója – hivatalos                                                                               |
| 10      | KP   | BEL    | Kylian Hazard     | 22  | EU | Chelsea FC      | átigazolás            | Nyári               |                |                    | Anglia: Kylian Hazard az Újpesttől a Chelsea-hez igazolt!                                                                      |
| 20      | KP   | MLI    | Souleymane Diarra | 22  | EU | Lens            | kölcsönben            | Nyári               |                |                    | Eredményes évet kívánunk, Diarra!. [2017. augusztus 31-i dátummal az eredetiből archiválva]. (Hozzáférés: 2017. augusztus 30.) |
| 16      | KP   | /      | Anton Salétros    | 21  | EU | AIK Fotboll     | kölcsönből vissza     | Téli                |                |                    | Újpest: visszatér hazájába a svéd utánpótlás-válogatott                                                                        |
| 34      | K    | HUN    | Kovács Zoltán     | 33  | EU | Zte             | átigazolás            | Téli                |                |                    | Négy kapusból három marad. [2018. január 17-i dátummal az eredetiből archiválva]. (Hozzáférés: 2018. január 16.)               |
| 17      | CS   | MKD    | Viktor Angelov    | 23  | EU | FK Rabotnicski  | kölcsönbe             | Téli                |                |                    | Újpest: elhagyta a klubot a csatár, országot is váltott                                                                        |

## Statisztikák
Utolsó elszámolt mérkőzés: 2017. szeptember 30.

### Összesített statisztika
A felkészülési mérkőzéseket nem vettük figyelembe.
| Lejátszott mérkőzés           | 12 (11 OTP Bank Liga, 1 Magyar kupa) |
| Győzelem                      | 4 (3 OTP Bank Liga, 1 Magyar kupa) |
| Döntetlen                     | 5 (5 OTP Bank Liga, 0 Magyar kupa) |
| Vereség                       | 3 (3 OTP Bank Liga, 0 Magyar kupa) |
| Szerzett gól                  | 22 (16 OTP Bank Liga, 6 Magyar kupa) |
| Kapott gól                    | 16 (16 OTP Bank Liga, 0 Magyar kupa) |
| Gólkülönbség                  | +6 |
| Sárga lap                     | 23 (22 OTP Bank Liga, 1 Magyar kupa) |
| Kiállítás                     | 0 (0 OTP Bank Liga, 0 Magyar kupa) |
| Legnagyobb arányú győzelem    | minden kiírás: 6–0 Öttevény TC, idegenben (2017. 09. 20., Magyar kupa 6. forduló) bajnokságban: 4–2 Mezőkövesd, idegenben (2017. 09. 23., OTP Bank Liga 10. forduló) |
| Legnagyobb arányú vereség     | 1–3 Puskás Akadémia, otthon (2017. 09. 09., OTP Bank Liga 8. forduló)                                                                                                |
| Legmagasabb hazai nézőszám    | 6 567, Ferencvárosi TC (2017. 07. 23., OTP Bank Liga 2. forduló) |
| Legalacsonyabb hazai nézőszám | 3 139, Debrecen (2017. 07. 30., OTP Bank Liga 11. forduló) |
| Góllövőlista                  | 5 gól: Novothny Soma (5 OTP Bank Liga, 0 Magyar kupa), és Tischler Patrik (1 OTP Bank Liga, 4 Magyar kupa) 4 gól: Nagy Dániel (4 OTP Bank Liga, 0 Magyar kupa)       |
| Pont (csak OTP Bank Liga)     | 14 pont a megszerezhető 33-ból (42,4%) |

### Kiírások
Dőlttel a jelenleg még le nem zárult kiírásokat illetve az azokban elért helyezést jelöltük.
| Kiírás        | Statisztikák | Statisztikák | Statisztikák | Statisztikák | Statisztikák | Statisztikák | Statisztikák | Kezdő forduló/ helyezés  | Végső forduló/ helyezés | Mérkőzések dátumai | Mérkőzések dátumai | Mérkőzések dátumai |
| Kiírás        | M            | GY           | D            | V            | LG–KG        | GK           | GÁ           | Kezdő forduló/ helyezés  | Végső forduló/ helyezés | Első               | Utolsó             | Következő          |
| ------------- | ------------ | ------------ | ------------ | ------------ | ------------ | ------------ | ------------ | ------------------------ | ----------------------- | ------------------ | ------------------ | ------------------ |
| OTP Bank Liga | 13           | 03           | 06           | 04           | 16–17        | 0–1          | 0,94         | 4.                       | 9.                      | 2017. 07. 15.      | 2017. 10. 21.      | 2017. 10. 28.      |
| Magyar kupa   | 01           | 01           | 0            | 0            | 06–0         | 0+6          | 6,00         | 6. forduló (legjobb 128) | 7. forduló (legjobb 64) | 2017. 09. 20.      | 2017. 09. 20.      | 2017. 10. 25.      |
| Összesen      | 14           | 04           | 06           | 04           | 22–17        | 0+5          | 1,57         |                          |                         |                    |                    |                    |

## OTP Bank Liga
Győzelem
      Döntetlen
      Vereség
| 1. ford. |

| Paks | 2 – 2 | Újpest |
| ---- | ----- | ------ |
|      |       |        |

| Részletek |

| 2. ford. |

| Újpest | 2 – 2 | Ferencváros |
| ------ | ----- | ----------- |
|        |       |             |

| Részletek |

| 3. ford. |

| Videoton | 2 – 2 | Újpest |
| -------- | ----- | ------ |
|          |       |        |

| Részletek |

| 4. ford. |

| Újpest | 1 – 0 | Vasas |
| ------ | ----- | ----- |
|        |       |       |

| Részletek |

| 5. ford. |

| Honvéd | 2 – 1 | Újpest |
| ------ | ----- | ------ |
|        |       |        |

| Részletek |

| 6. ford. |

| Újpest | 1 – 1 | Diósgyőr |
| ------ | ----- | -------- |
|        |       |          |

| Részletek |

| 7. ford. |

| Balmazújv. | 0 – 1 | Újpest |
| ---------- | ----- | ------ |
|            |       |        |

| Részletek |

| 8. ford. |

| Újpest | 1 – 3 | Puskás Ak. |
| ------ | ----- | ---------- |
|        |       |            |

| Részletek |

| 9. ford. |

| Haladás | 1 – 0 | Újpest |
| ------- | ----- | ------ |
|         |       |        |

| Részletek |

| 10. ford. |

| Mezőkövesd | 2 – 4 | Újpest |
| ---------- | ----- | ------ |
|            |       |        |

| Részletek |

| 11. ford. |

| Újpest | 1 – 1 | Debrecen |
| ------ | ----- | -------- |
|        |       |          |

| Részletek |

| 12. ford. |

| Újpest | 0 – 0 | Paks |
| ------ | ----- | ---- |
|        |       |      |

| Részletek |

| 13. ford. |

| Ferencváros | 1 – 0 | Újpest |
| ----------- | ----- | ------ |
|             |       |        |

| Részletek |

| 14. ford. |

| Újpest | 2 – 2 | Videoton |
| ------ | ----- | -------- |
|        |       |          |

| Részletek |

| 15. ford. |

| Vasas | 0 – 1 | Újpest |
| ----- | ----- | ------ |
|       |       |        |

| Részletek |

| 16. ford. |

| Újpest | 2 – 1 | Honvéd |
| ------ | ----- | ------ |
|        |       |        |

| Részletek |

| 17. ford. |

| Diósgyőr | 1 – 2 | Újpest |
| -------- | ----- | ------ |
|          |       |        |

| Részletek |

| 18. ford. |

| Újpest | 2 – 2 | Balmazújv. |
| ------ | ----- | ---------- |
|        |       |            |

| Részletek |

| 19. ford. |

| Puskás Ak. | 2 – 1 | Újpest |
| ---------- | ----- | ------ |
|            |       |        |

| Részletek |

| 20. ford. |

| Újpest | 1 – 0 | Haladás |
| ------ | ----- | ------- |
|        |       |         |

| Részletek |

| 21. ford. |

| Újpest | 2 – 3 | Mezőkövesd |
| ------ | ----- | ---------- |
|        |       |            |

| Részletek |

| 22. ford. |

| Debrecen | 1 – 2 | Újpest |
| -------- | ----- | ------ |
|          |       |        |

| Részletek |

| 23. ford. |

| Paks | 0 – 0 | Újpest |
| ---- | ----- | ------ |
|      |       |        |

| Részletek |

| 24. ford. |

| Újpest | 0 – 0 | Ferencváros |
| ------ | ----- | ----------- |
|        |       |             |

| Részletek |

| 25. ford. |

| Videoton | 3 – 0 | Újpest |
| -------- | ----- | ------ |
|          |       |        |

| Részletek |

| 26. ford. |

| Újpest | 4 – 2 | Vasas |
| ------ | ----- | ----- |
|        |       |       |

| Részletek |

| 27. ford. |

| Honvéd | 0 – 0 | Újpest |
| ------ | ----- | ------ |
|        |       |        |

| Részletek |

| 28. ford. |

| Újpest | 1 – 0 | Diósgyőr |
| ------ | ----- | -------- |
|        |       |          |

| Részletek |

| 29. ford. |

| Balmazújv. | 1 – 1 | Újpest |
| ---------- | ----- | ------ |
|            |       |        |

| Részletek |

| 30. ford. |

| Újpest | 0 – 1 | Puskás Ak. |
| ------ | ----- | ---------- |
|        |       |            |

| Részletek |

| 31. ford. |

| Haladás | 1 – 1 | Újpest |
| ------- | ----- | ------ |
|         |       |        |

| Részletek |

| 32. ford. |

| Mezőkövesd | 0 – 1 | Újpest |
| ---------- | ----- | ------ |
|            |       |        |

| Részletek |

| 33. ford. |

| Újpest | 2 – 1 | Debrecen |
| ------ | ----- | -------- |
|        |       |          |

| Részletek |

### Első kör
| 1. forduló 2017. július 15., szombat 20:30 |

| Paks                                                           | 2 – 2               | Újpest                                       |
| -------------------------------------------------------------- | ------------------- | -------------------------------------------- |
| Szakály D. (1–1) 16' Papp 38' (2–1) 48' Bartha 50' Lenzsér 82' | (1 – 1) Jegyzőkönyv | 13' (0–1) 65' Pauljevics 68' (2–2) Windecker |

| Fehérvári úti stadion, Paks Nézőszám: 1 330 Játékvezető: Karakó Ferenc (magyar) Asszisztensek: Berettyán Ferenc és Horváth Róbert |

- Újpest: Pajovics — Balázs, Bojovics, Litauszki, Szűcs — Szankovics, Windecker — Pauljevics (Simon  88'), Nagy D., Nwobodo (Zsótér  64') — Novothny (Tischler  77')Fel nem használt cserék: Banai (kapus), Cseke, Kálnoki-Kis, Angelov. Vezetőedző: Nebojša Vignyevics
- Paks: Molnár — Kulcsár, Lenzsér, Gévay, Szabó — Papp, Haraszti, Kecskés (Hajdú  75'), Bertus (Koltai  85'), Bartha — Szakály D. (Hahn  17')Fel nem használt cserék: Verpecz (kapus), Vági, Zachán, Vági. Vezetőedző: Csertői Aurél

Összességében elégedett vagyok a döntetlennel, a csapat jó teljesítményt nyújtott, megvoltak a helyzeteink is. Gyorsan megszereztük a vezető találatot, de a Paks a megítélt büntetővel hamar visszakerült a mérkőzésben. Az első játékrész végén, a fordító gólt követően kicsit visszaesett a csapat lendülete, azonban a második félidő elején újra lendületesen kezdtünk el játszani. A Paks a mumusunknak is nevezhető, nagyon összeszokott csapat és rendkívül agresszív focit játszanak. Az új igazolásokkal elégedett vagyok, vannak köztük olyanok, akiknek még kell egy kis idő, hogy összeszokjanak és felvegyék a bajnokság ritmusát.
| 2. forduló 2017. július 23., szombat 18:00 (tv:Duna World) |

| Újpest                                                                                  | 2 – 2               | Ferencváros                                              |
| --------------------------------------------------------------------------------------- | ------------------- | -------------------------------------------------------- |
| Novothny (1–0) 27' Nagy D. (2–1) 62' Nwobodo 39' Balázs 69' Litauszki 79' Windecker 84' | (1 – 1) Jegyzőkönyv | 36' (1–1) Priskin 90' (2–2) Varga 9' Batik 79' Gorriarán |

| Szusza Ferenc Stadion, Budapest Nézőszám: 6 567 Játékvezető: Iványi Zoltán (magyar) Asszisztensek: Ring György és Tóth II. Vencel |

- Újpest: Pajovics — Balázs, Bojovics, Litauszki, Mohl — Szankovics, Windecker — Pauljevics, Nagy D. (Simon  64'), Nwobodo (Zsótér  64') — Novothny (Tischler  82')Fel nem használt cserék: Banai (kapus), Szűcs, Cseke, Pávkovics. Vezetőedző: Nebojša Vignjevics
- Ferencváros: Dibusz — Sternberg, Koch (Lovrencsics B.  76'), Batik, Botka — Gera Z. (Otigba  szünetben), Gorriaran — Varga R., Pedro, Moutari — Priskin (Böde  76') Fel nem használt cserék: Holczer (kapus), Csernik, Csonka, Kundrák. Vezetőedző: Thomas Doll

Azt gondolom, mind a két fél csalódottan hagyta el a pályát. A mérkőzés kezdete után a Ferencváros kezdte el diktálni a tempót, de percről percre feljavult a mi játékunk is, majd megszereztük a vezető gólt. Az első félidő végén az 1-1 reális eredmény volt, mindkét oldalon megvoltak a helyzetek. A második félidőben ismét megszereztük a vezető találatot, és úgy gondolom, ettől a pillanattól kezdve megvolt minden esélyünk a győzelemre. Sajnos a hajrában sok rossz döntést hoztunk, a hosszú labdáink rendre ellenfelet találtak, majd a 90. percben egyenlíteni tudott a Ferencváros.
Egészen jól kezdtük a mérkőzést. Addig, amíg nem kaptunk gólt, jól hajtottuk végre a feladatot. Nem voltunk elég céltudatosak, így nem tudtuk megszerezni a vezetést, de megvolt rá a lehetőségünk. Ezt követően a középpályáról érkeztek a passzok, sokszor elveszítettük a labdát, de a játékosok szépen hajtották végre a támadásokat, a kapufáknál mindig volt ember, ám az előző mérkőzésekhez hasonlóan az egyéni hibák most is elkísértek minket. Az Újpest végezte a dolgát, dinamikusak voltak. A kapott gól után meg kellett találni a ritmusunkat. Pár éve ismerem már Nebojsát, tudom, hogy ő is szereti a támadójátékot, ő is hajtja a csapatát. A nagy hőmérséklet megnehezítette a dolgunkat, de ennek ellenére dinamikus mérkőzés volt. A második gólnál nem néztünk ki jól, könnyelműen elveszítettük a labdát a középpályán, a tizenhatos vonalánál stabilabbnak, határozottabbnak kellett volna lennünk. Voltak olyan játékosok, mint Böde, vagy Otigba, akik nem edzettek, de voltak betegek is például, Sternberg és Koch. Ennek ellenére erkölcsöt mutattunk, ebből a szempontból ez öröm, hogy így is tudtunk játszani. Tegnap Lovrencsics Gergő is megsérült, nehéz volt a csapatot így felállítani. Most örülök, hogy a következő hét már teljes hét lesz, így nyugodt körülmények között dolgozhatunk, és sokkal frissebb csapatot fogunk látni. Nebojsa számára ez egy kellemetlen dolog, hogy a 90. percben kiegyenlítettünk ellenük, volt lehetőségük a harmadik gólra, de nem jött össze. Szép szezont kívánok nekik is.
| 3. forduló 2017. július 30., szombat 18:00 (tv: Duna World) |

| Videoton                                                 | 2 – 2               | Újpest                                       |
| -------------------------------------------------------- | ------------------- | -------------------------------------------- |
| Scsepovics (1–2) 86' Hadžić 45+2' (2–2) 88' Lazovics 51' | (0 – 1) Jegyzőkönyv | 7' (0–1) • 70' (0–2) 79' Nagy D. 58' Nwobodo |

| Pancho Aréna, Felcsút Nézőszám: 2 364 Játékvezető: Bognár Tamás (magyar) Asszisztensek: Albert István és Lémon Oszkár |

- Újpest: Pajovics — Szűcs (Pauljevics  szünetben), Bojovics, Litauszki, Mohl — Windecker, Szankovics — Nwobodo (Balázs  90+2'), Nagy D., Zsótér (Simon  62') — Novothny Fel nem használt cserék: Banai (kapus), Cseke, Tischler, Pávkovics. Vezetőedző: Nebojša Vignyevics

Újabb győzelmet engedtünk ki a kezeink közül. Remekül építettük fel a játékunkat, majd két gólos vezetést szereztünk, aztán az utolsó tíz percben mindezt leromboltuk a koncentráció hiánya miatt. Sajnos ez az utolsó perces koncentrációs probléma nem most fordult elő először, a múltheti Ferencváros elleni derbi után hasonlóan vesztettük el a plusz két pontot. A mérkőzés jelentős részében jól játszott a csapat, ezért gratulálok nekik, azonban az utolsó percekben nem engedhetünk meg magunknak ilyen hibákat a továbbiakban.
| 4. forduló 2017. augusztus 6., vasárnap 18:00 |

| Újpest            | 1 – 0               | Vasas |
| ----------------- | ------------------- | ----- |
| Nagy D. (1–0) 25' | (1 – 0) Jegyzőkönyv |       |

| Szusza Ferenc Stadion, Budapest Nézőszám: zárt kapus mérkőzés Játékvezető: Solymosi Péter (magyar) Asszisztensek: Berettyán Péter és Becséri Gergely |

- Újpest: Pajovics — Mohl, Bojovics, Litauszki, Pauljevics (Balázs  64') — Cseke, Windecker — Zsótér (Simon  80'), Nagy D. (Diarra  78'), Nwobodo — Novothny Fel nem használt cserék: Banai (kapus), Tischler, Angelov, Pávkovics. Vezetőedző: Nebojša Vignyevics

A legfontosabb, hogy három ponttal lettünk gazdagabbak. A Vasas egy nagyon jó csapat, így egy kiváló játékerőt képviselő együttes ellen tudtunk győzni, ami külön öröm. A gólok száma miatt hiányérzetem van, hiszen rengeteg helyzetet dolgoztunk ki, amiket értékesítve lezárhattuk volna az összecsapást. Mivel nem szereztünk több gólt, végig meccsben tartottuk ellenfelünket. Ez azért volt veszélyes, mert Ők is rendre dolgoztak ki veszélyes szituációkat, amikből könnyedén a kapunkba találhattak volna. Gratulálok a csapatnak, hogy három ponttal lettünk gazdagabbak. Még egyszer hangsúlyozom, mindennél fontosabb volt ma megszereznünk első győzelmünket.
 A címvédő listavezetőként várja a mérkőzést, de – noha az első négy fordulóban háromszor is játszott pályaválasztóként – csak az első fordulóban tudott győzni a Bozsik József Stadionban, a Diósgyőrrel és a Balmazújvárossal is döntetlent játszott. Előbbi találkozón zárta le hosszú hazai bajnoki győzelmi sorozatát az OTP Bank Ligában. Az Újpest három 2–2-es döntetlennel kezdett, majd legutóbb 1–0-ra megverte a Vasast. Még négy csapat veretlen az idényben, közülük kettő találkozik ezen a mérkőzésen. A felek legutóbbi két, egymás elleni bajnokija 1–1-re végződött (2016–2017-es szezon: 12. forduló és 23. forduló). 
| 5. forduló 2017. augusztus 12., szombat 18:00 (tv: M4 Sport) |

| Budapest Honvéd                                       | 2 – 1               | Újpest          |
| ----------------------------------------------------- | ------------------- | --------------- |
| Lanzafame (1–1) 73' Kamber 55' (2–1) 82' Baráth 90+3' | (0 – 1) Jegyzőkönyv | 8' (0–1) Zsótér |

| Bozsik József Stadion, Budapest Nézőszám: 3 478 Játékvezető: Farkas Ádám (magyar) Asszisztensek: Ring György és Kóbor Péter |

Jól kezdtük a mérkőzést, megszereztük a vezetést, és több ígéretes lehetőségünk is akadt. Akár kettő gólt is lőhettünk volna az első játékrészben. A középpályánk jól mozgott, stabil volt. Akadt több olyan szabadrúgásunk, amiből veszélyes helyzetet tudtunk kialakítani. A második félidőben a Honvéd taktikát váltott, mi ezt nem tudtunk lekövetni. Sok labdát eladtunk, amik megbosszulták magukat. Kiengedtük az irányítást a kezünkből, és elvesztettük az összecsapást. A fő problémánk, hogy nem tudjuk lezárni azokat a mérkőzéseket, ahol mi szerezzük meg a vezetést. Ebben mindenképpen javulnunk kell a jövőben.
| 6. forduló 2017. augusztus 19., szombat 20:30 |

| Újpest                                                      | 1 – 1               | Diósgyőr                                                  |
| ----------------------------------------------------------- | ------------------- | --------------------------------------------------------- |
| Angelov (1–1) 81' • 94' Novothny 36' Nagy D. 40' Zsótér 69' | (0 – 1) Jegyzőkönyv | 12' (0–1) Makrai 43' Vela 75' Kocsis 79' Karan 90′ Szarka |

| Szusza Ferenc Stadion, Budapest Nézőszám: zárt kapus mérkőzés Játékvezető: Vad II István (magyar) Asszisztensek: Albert István és Berettyán Péter |

„Ahogy mondtam a mérkőzése előtt, a Diósgyőr nagyon kemény, harcos és agresszív focit játszik, ez ezen a szombat estén is így volt. Mi emiatt nem tudtuk játszani a saját játékunkat, pláne úgy, hogy belementünk az Ő hozzáállásukba, ezt el kellett volna kerülnünk. A korán és pechesen bekapott gól sokként ért minket. A DVTK ellen alapból nehéz játszani, nem ám gólhátrányban, így igazságosnak tekintem az 1-1-es végeredményt. Kevés jó momentumunk és passzunk volt, nem vagyok boldog. Cseréink új lendületet vittek a csapat mozgásába, megváltozott a támadójátékunk és több lehetőségünk is adódott, de ez most kevés volt a győzelemhez”.
| 7. forduló (3000. élvonalbeli mérkőzés) 2017. augusztus 26., szombat 18:00 |

| Balmazújvárosi Kamilla Gyógyfürdő | 0 – 1               | Újpest                                                  |
| --------------------------------- | ------------------- | ------------------------------------------------------- |
| Tamás 86'                         | (0 – 0) Jegyzőkönyv | 64' (0–1) Simon 23' Bojovics 79' Litauszki 83' Tischler |

| Városi Sportpálya, Balmazújváros Nézőszám: 2 062 Játékvezető: Kassai Viktor (magyar) Asszisztensek: Varga Zsolt és Varga Gábor |

- Újpest: Pajovics — Pávkovics, Litauszki , Bojovics (Mohl  szünetben) — Pauljevics, Nagy D. (Angelov  75'), Szankovics, Salétros — Nwobodo, Tischler, Zsótér (Simon  63') Fel nem használt cserék: Banai (kapus), Windecker, Diallo, Novothny. Vezetőedző: Nebojsa Vignjevics
- Balmazújváros: Horváth — Habovda, Tamás, Rus, Uzoma — Vajda (Kovács  74'), Sigér , Maiszuradze (Rácz  74') — Zsiga, Arabuli (Vólent  83'), Andrics Fel nem használt cserék: Szécsi (kapus), Póti, Batarelo, Bódis. Vezetőedző: Horváth Ferenc

Az első percekben az Újpest lépett fel kezdeményezőbben, akadt is néhány lehetősége, de ezek kihasználatlanul maradtak. Később kiegyenlítetté vált a játék, egyik kapusnak sem akadt komoly dolga. A folytatás elején Pajovicsnak háromszor is bravúrral kellett hárítania. Ennek ellenére a fővárosiak szereztek vezetést, a néhány perccel korábban csereként beállt Simon Krisztián lecsapott egy rossz hazaadásra, és előnyhöz juttatta az Újpestet; (0–1). A hátralévő harminc percben a hajdúságiak támadtak többet, de Pajovics több védésének is köszönhetően a fővárosiak három ponttal távoztak Balmazújvárosból.
Jól játszottunk, nagyon sok helyzetünk volt, meg kellett volna nyerni a mérkőzést. Továbbra is mi vagyunk az NB I. Jézuskái, minden csapatnak adunk valamilyen ajándékot. A játékunk rendben van, dolgozunk tovább, ki kell javítanunk a hibáinkat.
Nagy a verseny a csapatban a helyekért, a héten többen is jól teljesítettek az edzéseken és az edzőmérkőzésen, így most úgy láttam jónak, ha eltérek az eddigi kezdőtizenegytől. Nagyon bonyolult és nehéz mérkőzés volt a mai, mivel mindkét csapat nagyon motivált volt. Az első félidőben az tikkasztó meleg nem kedvezett a focinak. A szünetben több játékos sem érezte jól magát, ezért kellett cserélnem. Jól járattuk a labdát a középpályán, de a hazaiak rendkívül agresszívek voltak, így sok lehetőségünk elhalt, mire a kapu elé értünk. A Balamazújváros nem érdemelt vereséget, mi viszont megdolgoztunk a sikerért, Simon Krisztián harcos gólja is ezt bizonyítja. Pajovic remek munkát végzett a kapuban, többször hatástalanított veszélyes hazai helyzeteket. A jövőben szeretném elérni, hogy ne csak védekező, vagy támadó játékunk legyen, dolgozzon mindenki együtt, csapatként, és úgy harcoljunk a további sikerekért.
- Az Újpest győzelemmel ünnepelte a 3000. élvonalbeli bajnoki találkozóját.
- A lila-fehérek először nyertek vendégként az idényben, április 22. óta el volt az első idegenbeli bajnoki győzelmük.
- Nebojsa Vignjevics csapata minden fordulóban szerzett eddig gólt a 2017–2018-as idényben.
- A hosszú sérülése után a nyáron külföldről hazatért Simon Krisztián 2014. november 8. után szerzett ismét gólt az OTP Bank Ligában.
- A Balmaz Kamilla Gyógyfürdő másodszor nem szerzett gólt, s kapott ki 1–0-ra pályaválasztóként. A harmadik hazai meccsén kiütötte a Diósgyőrt.
- Horváth Ferenc újonc legénysége sorozatban a harmadik mérkőzésén nem szerzett pontot.
- A balmazújvárosiak csak egy góllal szereztek kevesebbet, s eggyel kaptak többet az újpestieknél az első hét fordulóban, mégis fele annyi szerzett ponttal állnak.[36]

| 8. forduló 2017. szeptember 9., szombat 20:30 |

| Újpest                        | 1 – 3               | Puskás Akadémia                                                           |
| ----------------------------- | ------------------- | ------------------------------------------------------------------------- |
| Novothny (1–3) 72' Zsótér 61' | (0 – 1) Jegyzőkönyv | 22' (0–1) Diallo 49' (11-esből) (0–2) • 53' (0–3) 87' Knežević 29' Osváth |

| Szusza Ferenc Stadion, Budapest Játékvezető: Andó-Szabó Sándor (magyar) Asszisztensek: Albert István és Buzás Balázs |

- Újpest: Pajovics — Bojovics, Litauszki , Mohl — Pauljevics, Nagy D., Windecker, Salétros — Zsótér (Simon  62'), Tischler (Selmani  72'), Nwobodo (Novothny  62') Fel nem használt cserék: Banai (kapus), Kálnoki Kis, Angelov, Szankovics. Vezetőedző: Nebojsa Vignjevics
- Puskás Akadémia: Hegedüs L. — Osváth, Heris, Vanczák, Balogh — Bačelić-Grgić (Márkvárt  szünetben), Mevoungou — Molnár (Prosser  62'), Knežević, Szakály P. (Latifi  83') — Diallo Fel nem használt cserék: Danilovics (kapus), Spandler, Hegedűs, Perošević. Vezetőedző: Pintér Attila

A mérkőzés első valamirevaló helyzetéből előnyt szerzett a Puskás Akadémia: egy bal oldali beadást követően Diallo fejelte a labdát a kapuba; (0–1). A gól után átvette az irányítást az Újpest, de a vendégek védelme biztosan állt a lábán. A fordulás után közvetlenül a szünetben beállt Márkvárt 11-est harcolt ki, amelyet Knežević értékesített magabiztosan, így megduplázta előnyét az újonc csapat; (0–2). Néhány perccel később egy gyors indítást követően Knezevic akcióból is betalált, így nagyon nehéz helyzetbe kerültek a hazaiak; (0–3). Az Újpest a hátralévő időben mindent egy lapra feltéve támadott, kapufát is elért, majd a hajrához közeledve szépítenie is sikerült, de ez már csak az eredmény kozmetikázására volt elég; (1–3). A Puskás Akadémia sorozatban harmadik győzelmét aratta.
Mérkőzés utáni nyilatkozatok:
Nem futballoztunk jól, sőt az első kapott gól után kissé megrogytunk. S ahogy kezdtük a másodikat… Teljesen feleslegesen adtunk lehetőséget a vendégeknek, a tizenegyest be is lőtték a felcsútiak. Még Novothny Soma gólja után visszajött a remény, de nem volt átütőerő a csapatunkban, most erre futotta tőlünk – fogalmazott a szakember, aki arra a kérdésre is reagált, hogyan éli meg, hogy a szurkolók a távozását követelték a stadionon kívül. – Hallottam a szurkolókat… Mit mondjak? Nem esett jól, de valahol megértem őket, hiszen vereséget szenvedtünk, és ilyenkor mindig szomorúbbak a drukkerek. Ettől függetlenül azt mondom, le a kalappal a fanatikusok előtt, hiszen a zárt kapu ellenére buzdítottak minket. Szörnyű üres lelátók előtt játszani. Nem tudunk mit tenni, előre kell tekintenünk, kétszer idegenben lépünk fel, a Haladás és a Mezőkövesd ellen igyekszünk javítani.
Amikor nem nyertünk, akkor is megvoltak a lehetőségeink. Mindig is a munkában hittem, tisztában voltam azzal, hogy előbb vagy utóbb jönnek az eredmények is. Az Újpest ellen jól játszottunk, és megérdemelten nyertünk. Egyelőre szeretnénk élvezni a sikert, csak ezután foglalkozunk a következő bajnokival – fogalmazott a szakvezető, aki arra is reagált, hogy hárman is el akarták végezni a csapata javára megítélt büntetőt, a tizenegyest végül értékesítő Josip Knezevic mellett Balogh Balázs és Ulysse Diallo is. – A támadónk legutóbb a Haladás ellen már értékesített egyet, s most is magabiztosan lőtt a kapuba. Edzőként remek megélni, hogy ennyi játékosunk duzzad az önbizalomtól, és vállalkozik a tizenegyes elvégzésére.
Új poszton, hátvédként szerepeltem, örülök, hogy meg tudtam oldani a rám bízott feladatokat, még gólpasszt is adtam. Furcsa volt visszatérni Újpestre, hiszen éveket töltöttem el itt. A győzelmünk megérdemelt, jól játszott a csapatunk.
- Pintér Attila együttese sorozatban harmadik bajnoki meccsét nyerte meg az OTP Bank Ligában. A Puskás Akadémia legutóbb 2014 decemberében produkált hasonló szériát az élvonalban.
- 2015 áprilisa óta először nyert a felcsúti gárda két egymást követő idegenbeli mérkőzésen az OTP Bank Ligában.
- A Puskás Akadémia tíz gólt szerzett a legutóbbi három fordulóban, ilyenre még nem volt példa a klub élvonalbeli történetében.
- Josip Knežević hét bajnoki mérkőzésen öt gólt szerzett eddig. Ő áll a legjobban a góllövőlistán azok közül, akik tavasszal nem szerepeltek az OTP Bank Ligában.
- Ulysse Diallo két meccsen három gólt szerzett az élvonalban. Hasonlóan sikeres 180 perce legutóbb még a Mezőkövesd játékosaként volt, tavaly októberben.
- Az ismét zártkapus mérkőzést játszó Újpest 2014 májusa óta először szenvedett úgy vereséget három gólt kapva pályaválasztóként, hogy nem a Videoton az ellenfele. (A fehérváriak azóta háromszor is nyertek legalább három gólt szerezve idegenben a lila-fehérek ellen.)
- Nebojsa Vignjevics csapata a 2017–2018-as bajnoki idényben először kapott ki pályaválasztóként.[39]

| 9. forduló 2017. szeptember 16., szombat 18:00 |

| Swietelsky Haladás                         | 1 – 0               | Újpest                     |
| ------------------------------------------ | ------------------- | -------------------------- |
| Williams (1–0) 53' Kovács 45' Martínez 81' | (0 – 0) Jegyzőkönyv | 36' Salétros 72' Windecker |

| Káposztás utcai Stadion, Sopron Nézőszám: 1 710 Játékvezető: Szabó Zsolt (magyar) Asszisztensek: Farkas Balázs és Szalai Dániel |

- Újpest: Pajovics — Szűcs, Litauszki , Kálnoki Kis, Mohl — Windecker, Salétros (Nwobodo  76') — Simon (Tischler  84'), Nagy D., Pauljevics (Angelov  62') — Novothny Fel nem használt cserék: Banai (kapus), Szankovics, Bojovics, Pávkovics. Vezetőedző: Nebojsa Vignjevics
- Haladás: Király  — Polgár, Wils, Jagodics, Bošnjak — Jancsó (Kiss T.  30'), Németh Márió (Halmosi  63'), Tóth M. — Kovács L., Williams (Martínez  70'), Ramos Fel nem használt cserék: Gyurján (kapus), Rácz, Németh Milán, Devecseri. Vezetőedző: Pacsi Bálint

Az első félidőben szinte kizárólag a két 16-os között zajló mezőnyjátékot láthatott a közönség. A csapatok még lövésig sem igen jutottak, nemhogy gólhelyzet kialakításáig. Sok volt a pontatlanság, így egyik gárda sem tudta huzamosabb ideig birtokolni a labdát. A második félidőre a Haladás sokkal elszántabban jött ki, több távoli lövéssel próbálkozott, melyek közül egynél Pajovicsnak védenie is kellett, majd egy bal oldali akció végén vezetéshez jutottak a szombathelyiek. A gól alaposan felrázta a fővárosiakat, akik sokat támadtak az egyenlítés érdekében, de csak lesgólig jutottak, így pont nélkül távoztak Sopronból. A szombathelyiek új vezetőedzője, Pacsi Bálint először vezette sikerre csapatát, miután múlt heti bemutatkozásakor együttese kikapott az éllovas Videotontól.
Nyilatkozatok a mérkőzés után:
Elismerem, hogy mindkét csapat rendkívül görcsösen futballozott az elején. Legalább tíz perc kellett ahhoz, hogy a feszültség valamelyest oldódjon nálunk. Kicsivel veszélyesebben kezdtünk el futballozni, de gól nem született az első félidőben. Mágus nem vagyok, az pedig, hogy mit mondtam a játékosoknak a szünetben, maradjon az öltöző falain belül. Egy biztos, a második félidőben jóval hatékonyabban futballoztunk, s a gól után, ha még pontosabbak vagyunk, nőhetett volna az előnyünk. Nem vagyok orvos, ezért aztán pontos diagnózissal sem szolgálhatok Jancsó András sérülésével kapcsolatban. Az azonban tény, hogy kórházba kell vinni Szombathelyen, és majd kiderítik, súlyos-e a helyzet.
Az első félidőben mindkét csapat meglehetősen feszülten futballozott. Túlságosan is óvatoskodtak a játékosok, mindenki elsősorban a másik hibájára várt. A változáshoz az kellett, hogy a játékosok felszabadultabban futballozzanak, mint az első félidőben. Már kapura lövéseink és helyzeteink is voltak, de sajnos a Haladás szerezte meg az első gólt, ami döntőnek bizonyult. Nincs mit tenni, meg kell érteni drukkereinket, akik szívvel-lélekkel a csapat mellett állnak, ám az eredmények nem jönnek. Tanulni kell a hibáinkból, javítanunk kell és menni előre, nem pedig feladni.
| 10. forduló 2017. szeptember 23., szombat 18:15 (tv: M4 Sport) |

| Mezőkövesd Zsóry FC                                                               | 2 – 4               | Újpest                                                                                          |
| --------------------------------------------------------------------------------- | ------------------- | ----------------------------------------------------------------------------------------------- |
| Cseri (1–0) 28' Fótyik (2–3) 84' Mlinar 35' Szeles 80' Baracskai 85' Střeštík 88' | (1 – 0) Jegyzőkönyv | 60' (1–1) Tischler 62' (1–2) • 78' (1–3) • 86' (11-esből) (2–4) Novothny 27' Litauszki 76' Mohl |

| Városi stadion, Mezőkövesd Nézőszám: 2 386 Játékvezető: Solymosi Péter (magyar) Asszisztensek: Becséri Gergely és Szert Balázs |

- Újpest: Pajovics — Balázs, Pávkovics, Litauszki , Mohl — Windecker, Salétros (Nwobodo  szünetben) — Simon (Tischler  57'), Nagy D., Angelov (Szankovics  57') — Novothny Fel nem használt cserék: Banai (kapus), Kálnoki Kis, Selmani, Pauljevics. Vezetőedző: Nebojsa Vignjevics
- Mezőkövesd: Tujvel — Lázár (Baracskai  66'), Hudák, Szeles, Fótyik — Mlinar (Střeštík  68'), Keita — Farkas, Tóth (Koszta  57'), Cseri — Veszelinovics Fel nem használt cserék: Krnáč (kapus), Brašeň, Vadnai, Majtán. Vezetőedző: Radványi Miklós

Aktívabban kezdte a mérkőzést az Újpest, két gyors akciót vezetett – az egyikből egy lesgólt is szerzett –, de azután hamar magára talált a Mezőkövesd is. A folytatásban a hazai csapat támadott többet, helyzetet azonban jó ideig nem sikerült kialakítania. Az első félóra végén Veszelinovics beadását követően Tóth Bence elől még sikerül kipiszkálni a labdát, azonban Cseri Tamás jó ütemben és háborítatlanul érkezett a kipattanó labdára és a kapuba passzolt; (1–0). Ezzel megszerezte a vezetést a Mezőkövesd, amely a szünet előtt öt perccel még egyszer Filip Pajovics kapujába talált, de a játékvezető les címén nem adta meg a gólt. Az összképet tekintve a hazai csapat megérdemelten vezetett az első félidőben. A szünetben, majd a második félidő elején is cserélt a vendégek vezetőedzője, Nebojsa Vignjevics, és bevált a változtatás, két perc alatt megfordították a mérkőzés állását. Előbb a 60. percben Tischler Patrik Nagy Dániel jobbról érkező szögletére tökéletesen érkezett, majd senkitől sem zavartatva a tehetetlen Tujvel kapujába fejelt; (1–1). Két percre rá Novothny Soma fejelt a hazaiak kapujába Obinna Nwobodo baloldali beadása után; (1–2). A Mezőkövesd próbálkozott az irányítással, de továbbra is a második játékrészre felgyorsult Újpest támadott hatékonyabban. A 78. percben tovább növelték a vendégek előnyüket, Nagy balról érkező beadása átszállt a túloldalra, ahonnan Nwobodo erősen középre küldte, Novothny beletette a lábát, ahonnan először a keresztlécen csattan a labda, a visszapattanót azonban a földön ülve már bepofozta; (1–3). A 81. percben az Újpest jutott büntetőrúgáshoz, Szeles ért kézzel a szélről beadott labdába a büntetőterületen belül. A tizenegyest azonban Nagy Dániel kihagyta. A 84. percben szépítettek a hazaiak, a csereként beállt Střeštík beadása után Pajovics rosszul ütötte ki a labdát, Fótyik Dominik pedig élt a lehetőséggel és a kapuba lőtt; (2–3). A következő akció megint vendég tizenegyessel zárult – Szeles Novothnyt szereli a játékvezető szerint szabálytalanul –, amit az így mesterhármast szerző Novothny értékesített a 86. percben; (2–4). A második félidőben az Újpest jóval dinamikusabban és kapura veszélyesebben futballozott, ennek eredménye volt a fordítás. A hazai együttes sorozatban nyolcadik bajnoki találkozóján maradt nyeretlen.
Nyilatkozatok a mérkőzés után:
Nagyon nehéz hétről hétre ilyen meccseket játszani. Az első félidőben jól futballoztunk, rúgtunk egy második gólt is, amit érthetetlen okokból nem adtak meg, 2-0-nál eldőlt volna a mérkőzés. Az első félidőben benne volt, hogy több góllal nyerünk. Voltak a második félidőben is helyzeteink, sokat hibáztunk, de mások is, amit ez a csapat nem bír el. Láttam a játékosokon az agresszivitást, látom rajtuk az akaratot, de mint már említettem, vannak hibáink, és nem csak a játékosok bakiznak a pályán.
Két különböző félidőt játszottunk: az elsőben úgy futballoztunk, mintha nem akarnánk nyerni, persze tudtam, hogy nagy volt a nyomás a játékosokon. A második félidőben feljavultunk, jókor szereztük a góljainkat. Megfelelő úton haladunk azt gondolom, bár nem oldódott meg minden problémánk. Azt elismerem, hogy kockázatos volt korán hármat is cserélnem – mindent bele alapon tettem –, de mint a lefújáskor kiderült, ezen az estén minden bejött.
- A Mezőkövesd az első öt fordulóban hét pontot szerzett, azóta egyet.
- Hazai pályán összesen négy pontot szerzett eddig öt találkozón, minden ellenfelétől legalább két gólt kapott.
- Radványi Miklós csapata sorozatban a második hazai mérkőzésén szerzett két gólt, de egyiket sem tudta megnyerni.
- Cseri Tamás a második, Fótyik Dominik az első élvonalbeli gólját érte el.
- Az Újpest 2015. március 25-én, Felcsúton, a Puskás Akadémia ellen szerzett a mostanit megelőzően vendégként legalább négy gólt a bajnokságban. A lilák akkor 5–4-re nyertek, mostani egyik gólszerzőjük, Tischler Patrik négy gólt szerzett az ellenfél soraiban.
- Novothny Soma először szerzett mesterhármast élvonalbeli pályafutása során, mi több, NB I-es mérkőzésen először szerzett egynél több gólt. Öt találatnál jár az OTP Bank Liga 2017–2018-as idényében.
- Nebojsa Vignjevics együttese öt pontot szerzett eddig pályaválasztóként, nyolcat idegenben, igaz, kettővel többet játszott vendégként.[42]

Az újpestiek a legutóbbi fordulóban Mezőkövesden négy gólt is szerezve győztek, két vereség után gyűjtöttek újra pontot. Mindössze négy bajnoki mérkőzést játszottak eddig otthon az idényben, azok közül egyen, a Vasas ellenin győztek, legutóbb a Puskás Akadémiától kikaptak. Nebojsa Vignjevics, 2013 őszi szerződtetése óta, 125 bajnoki meccsen ült a lila-fehérek kispadján, ezzel a múlt héten megelőzte Temesvári Miklóst (1981–1985), s immár igaz rá: a hetvenes évek sikeredzőjének, Várhidi Pálnak a menesztése óta senki sem dolgozhatott olyan hosszú ideig a csapattal, mint ő. Valószínűleg nem a hazai mérlege szól mellette: igaz, hogy közben albérletben is játszott a csapat, de az Újpest Vignjeviccsel a 62 hazai bajnokijából csak 23-t, 2016 nyara óta a huszonegyből csak ötöt nyert meg. Igaz, a DVSC-t, például, legyőzte tavaly decemberben. Akkor válságban volt a Loki, most a mezőny legsikeresebb csapata az elmúlt öt fordulóban, minden mérkőzését megnyerte. Vendégként az első három mérkőzésén csak egy pontot szerzett, de utána nyert Kispesten és Balmazújvárosban is.
Herczeg András, a DVSC vezetőedzője a találkozó előtt elmondta, a csapatnál mindenki egy irányba húzza a szekeret, a játékosok pedig példaértékűen végzik feladatukat:
Ha nyer egy csapat, nyilván mindig jobb a hangulat az öltözőben. Kiváló a csapategység, együtt vannak a játékosok, és ami a legfontosabb, tisztelik egymást. Nagyon fogékony, intelligens gárdáról beszélünk, amely szerencsére tökéletesen megtalálta a közös hangot a szakmai stábbal. Mindenki egy irányba húzza a szekeret, a játékosok pedig példaértékűen végzik feladatukat.
A szakember szerint fontos, hogy a kilencven perc során azokat az erényeket csillogtassa meg csapata, amelyek az elmúlt hetekben jellemzik a gárdát:
Sajnos lesznek hiányzóink a lila-fehérek ellen, Mengolo után Tabakovics is kiesett, amely sajnos szűkíti a variációs lehetőségünket. Mengolo gyorsaságára, illetve Tabakovics erőteljes játékára szükség lett volna a fővárosban is. Jelenlegi ellenfelünk egy komoly játékerőt képviselő gárda, ezt az is mutatja, hogy a Mezőkövesd elleni találkozója második félidejében a maga javára fordította a mérkőzést. Azt gondolom, ez nagy lendületet adott a csapatnak. Ráadásul a fanatikus szurkolóik is jelen lesznek a szombati meccsen, amely szintén nagy lökést adhat nekik. Részünkről nagyon fontos lesz, hogy a kilencven perc során azokat az erényeinket csillogtassuk meg, amelyek az elmúlt hetekben jellemzik a gárdát. Harcosan és bátran kell pályára lépnünk. Lényeges, hogy labdarúgóink merjék felvállalni a játékot, és ne féljenek a felelősségtől. Egy nehéz, forró légkörű összecsapásra számítok az Újpest ellen.
Az Újpest vezetőedzője, Nebojsa Vignjevics is nyilatkozott a találkozó előtt, mint elmondta, minden széria megszakad egyszer, szerinte magabiztosan érkezik a DVSC a Szusza Ferenc Stadionba:
Egy nagyon jó formában lévő Debrecent fogadunk szombaton. Ellenfelünk mögött öt győztes mérkőzés van zsinórban, így biztos vagyok benne, hogy nagyon magabiztosan érkeznek majd. Ugyanakkor véleményem szerint minden széria megszakad egyszer, de ehhez nekünk az egész mérkőzésen keresztül koncentrálnunk kell. A Mezőkövesd elleni összecsapásunk második játékrészében megtaláltuk a keresett formulánkat. Agresszívak voltunk, gyorsan játszottunk, ha ezeket a tényezőket a Debrecen ellen is felvesszük, biztos vagyok benne, hogy itthon tartjuk a három pontot.
| 11. forduló (1333. élvonalbeli mérkőzés) 2017. szeptember 30., szombat 18:00 |

| Újpest                                                | 1 – 1               | Debreceni VSC                                                 |
| ----------------------------------------------------- | ------------------- | ------------------------------------------------------------- |
| Pávkovics (1–0) 23' Mohl 43' Nwobodo 45' Novothny 81' | (1 – 1) Jegyzőkönyv | 35' (1–1) Takács Tamás 38' Varga K. 46' Tőzsér 88' Jovanovics |

| Szusza Ferenc Stadion, Budapest Nézőszám: 3 139 Játékvezető: Karakó Ferenc (magyar) Asszisztensek: Buzás Balázs és Kóbor Péter |

- Újpest: Pajovics — Balázs, Litauszki , Pávkovics, Mohl — Szankovics, Windecker, Nagy D. (Pauljevics  88'), Nwobodo (Simon  76') — Novothny, Tischler (Zsótér  64') Fel nem használt cserék: Banai (kapus), Kálnoki Kis, Selmani. Vezetőedző: Nebojsa Vignjevics
- Debreceni VSC: Nagy S. — Bényei, Kinyik, Szatmári, Ferenczi — Varga K. (Nagy K.  84'), Tőzsér , Jovanovics, Bódi — Takács (Sós  71'), Könyves (Tisza  77') Fel nem használt cserék: Novota (kapus), Mészáros N., Szekulics, Csősz. Vezetőedző: Herczeg András

A 7. percben megszületett az első kaput eltaláló újpesti helyzet: Nwobodo lövésébe Novothny Soma belepiszkált a kapu előterében, de Nagy Sándor bravúrral hárított. A mérkőzés első vendég helyzete a 19. percben alakult ki, Ferenczi húzott el a bal oldalon, középre adásánál Litauszki hibázott, így a játékszer eljutott Takácshoz, aki 10 méterre állt a kaputól, de Pajovicsba lőtte a labdát. A 23. percben megszerezte a vezetést az Újpest: Nagy lágy szabadrúgás ívelését Pávkovics 6 méterről, középről bólintotta a kapu bal oldalába; (1–0). A 35. percben egyenlített a DVSC, Takács kapott egy remek labdát jobbról és az ötös bal sarkánál két újpesti védő között, a kapus mellett a hosszú sarokba gurított; (1–1). A 38. percben Varga Kevin oldalról ellökte Windeckert, sárga lapot kapott. A 44. percben előbb Mohl Dávid sárgult be, majd a 45. percben Nwobodo hátulról a labdával együtt Varga Kevin lábát elrúgta, ő is sárgát kapott. A második játékrész kevesebb izgalmat és gólhelyzetet tartogatott, mindkét csapat a biztonságra helyezte a hangsúlyt. Az Újpest némi mezőnyfölényben játszott, a Debrecen a kontráiban bízott, de egyik sem vezetett eredményre, maradt az első félidőben kialakult döntetlen.
Nyilatkozatok a mérkőzés után:
Elégedett vagyok a csapatommal, a játékosok végig nyerni akartak, a második félidőben különösen nyomtunk. A gólt jókor lőttük, középen egy hibából gyorsan kaptuk a találatot. Voltak helyzeteink, megérdemeltük a pontot, elégedett lehetünk ezzelgéig.
Nyílt játékot tapasztalhattunk mindkét csapat részéről. A védelemben akadtak problémák, hullámzott a játék. Az első félidőben jobban játszottunk, a második játékrészben az Újpest ránk kényszerítette az akaratát, ennek ellenére voltak helyzeteink. Igazságos döntetlen született. Egy pontot szereztünk egy jó Újpest ellen.
- Az Újpest megállította, vagy inkább lefékezte a nagy sorozatban lévő DVSC-t, de ettől még igaz: az idényben az eddigi öt hazai bajnokijából csak egyet nyert meg.
- A lila-fehérek az előző idényben 12 döntetlent játszottak (annál többet, tizenhármat, csak az MTK), de arányaiban azon még túl is tesznek, már öt „iksznél” járnak. Övék a legtöbb a mezőnyben.
- A húszéves Pávkovics Bence az első gólját szerezte az OTP Bank Ligában. Ő a kilencedik újpesti, aki gólt szerzett a bajnoki idényben.
- Nebojsa Vignjevics csapata az első három fordulóban elért háromszori 2–2 óta mindössze Mezőkövesden, az előző fordulóban tudott egynél több gólt szerezni.
- Herczeg András együttese a sorozatban elért öt győzelme után játszott döntetlent. Hat forduló óta veretlen, ebben a tekintetben a legjobb a mezőnyben, megelőzve a Ferencvárost és a Paksot (4–4).
- A Debrecen a legutóbbi három idegenbeli mérkőzésén hét pontot szerzett (7. forduló: Honvéd 3–1; 9. forduló: Balmazújváros 1–0). Ilyen jó sorozata vendégként tavaly szeptember-október óta először van.
- Takács Tamás a második gólját szerezte az őszi bajnoki szezonban (az elsőt még a 8. fordulóban a Diósgyőri VTK elleni hazai 3–1-es győzelemkor). Hetedszer játszott az Újpest ellen bajnokit, először szerzett gólt a lila-fehérek ellen.[46]

### Második kör
| 12. forduló 2017. október 14., szombat 15:30 |

| Újpest                                  | 0 – 0       | Paks |
| --------------------------------------- | ----------- | ---- |
| Balázs B. 63' Pávkovics 80' Nwobodo 87' | Jegyzőkönyv |      |

| Szusza Ferenc Stadion, Budapest Nézőszám: 2 047 Játékvezető: Farkas Ádám (magyar) Asszisztensek: Albert István és Csatári Tibor |

- Újpest: Pajovics — Balázs, Litauszki , Pávkovics, Mohl — Szankovics (Cseke  61'), Windecker, Nwobodo, Nagy D. (Simon  82') — Tischler (Zsótér  szünetben), Novothny Fel nem használt cserék: Banai (kapus), Kálnoki Kis, Selmani, Pauljevics. Vezetőedző: Nebojsa Vignjevics
- Paks: Verpecz — Vági, Lenzsér, Gévay , Szabó — Hajdú, Kecskés (Szakály D.  85'), Papp — Koltai (Hahn  60'), Kulcsár D. (Daru  90'), Bertus Fel nem használt cserék: Molnár (kapus), Báló, Simon M., Zachán. Vezetőedző: Csertői Aurél

A kezdés után az Újpest bizonyult aktívabbnak, de az első félidő közepétől a paksiak átvették az irányítást, veszélyes gólhelyzetet azonban egyik félnek sem sikerült kialakítania. A fordulást követően ismét a házigazdák akarata érvényesült, elsősorban a csereként beállt Zsótér Donát vezetésével váltak lendületessé és veszélyessé az újpesti akciók. A paksi kapuban Verpecz Istvánnak többször akadt dolga, a meccs végén viszont a tolnaiak is megnyerhették volna az összecsapást: a 91. percben a paksiak bal oldali szabadrúgása után a léc kétszer segítette ki az Újpestet.
- Az Újpest az eddigi bajnoki mérkőzései felén döntetlent játszott a mostani bajnoki idényben.
- A lila-fehéreknek továbbra is gyenge a hazai mérlege: a legutóbbi húsz meccséből csupán hármat nyert meg.
- A legutóbbi húsz, pályaválasztóként játszott bajnoki meccséből az Újpest csak négyen maradt szerzett gól nélkül.
- A Paks immár öt forduló óta veretlen.
- Csertői Aurél együttese az idényben először maradt szerzett gól nélkül a bajnoki fordulóban.
- Az Újpestnek a Paks elleni legutóbbi tizenkét, pályaválasztóként játszott mérkőzésből csak egyet, a tavaly júliusit sikerült megnyerni.
- A Paks a legutóbbi három idegenbeli bajnoki mérkőzésén hét pontot szerzett.[47]

Mérkőzés utáni nyilatkozatok:
Nem volt szép meccs, az első félidőben két csatárral támadtunk, de nem voltunk elég agresszívek, a második játékrészre váltottunk, de nem tudtuk kihasználni a lehetőségeinket. Az utolsó pillanatokban a paksiaknak is megvolt a lehetőségük a győzelem megszerzésére, így összességében igazságos döntetlen született a 90 percet követően.
Maga a mérkőzés nem volt igazán látványos, inkább gyűrték egymást a csapatok. Így kevés lehetőség adódott mindkét oldalon, és inkább pontrúgásokból alakultak ki a veszélyes helyzetek. Reálisnak tartom ezt az eredményt. Tudunk mi ennél jobban is futballozni, de most ezt az Újpest nem engedte. Összességében nem lehetünk elégedetlenek ezzel az egy ponttal.
| 13. forduló 2017. október 21., szombat 15:30 (tv: M4 Sport) |

| Ferencváros                  | 1 – 0               | Újpest                                                                           |
| ---------------------------- | ------------------- | -------------------------------------------------------------------------------- |
| Böde (1–0) 82' Gorriarán 57' | (0 – 0) Jegyzőkönyv | 23' Windecker 24' Nwobodo 45' Szankovics 60' Litauszki 67' Zsótér 90+1' Novothny |

| Groupama Aréna, Budapest Nézőszám: 14 752 Játékvezető: Iványi Zoltán (magyar) Asszisztensek: Ring György és Theodoros Georgiou |

- Újpest: Pajovics — Balázs, Litauszki , Pávkovics, Pauljevics — Windecker, Szankovics (Tischler  85') — Nwobodo (Simon  60'), Nagy D., Zsótér (Salétros  81') — Novothny Fel nem használt cserék: Banai (kapus), A. Diallo, Bojovics, Selmani. Vezetőedző: Nebojsa Vignjevics
- Ferencváros: Dibusz — Botka (Varga R.  64'), Blažič, Otigba, Pedroso — Gorriarán, Szpirovszki (Leandro  szünetben) — Moutari (Priskin  77'), Paintsil, Lovrencsics G. — Böde Fel nem használt cserék: Holczer (kapus), Batik, Csernik, Sternberg. Vezetőedző: Thomas Doll

A két klub történetének 278. egymás elleni mérkőzését és 222. bajnoki találkozóját rendezték meg, az élvonalban 100 zöld-fehér siker, 60 döntetlen és 61 lila-fehér győzelem született eddig. A vendégek kezdték kissé aktívabban a találkozót, majd a hazaiak – akiknek kispadján eltiltás miatt nem ülhetett ott a vezetőedző Thomas Doll – váltak kezdeményezőbbé, de nagy veszélyt egyik fél sem tudott kialakítani a szünetig, mindkét csapat inkább a biztonságra törekedett. A második játékrészben már nagyobb veszélyben forogtak a kapuk, a Ferencváros előbb felsőlécig jutott, majd Böde Dániel fejesével a három pontot is begyűjtötte.
| 14. forduló 2017. október 28., szombat |

| Újpest                                                                                   | 2 – 2               | Videoton                                                                               |
| ---------------------------------------------------------------------------------------- | ------------------- | -------------------------------------------------------------------------------------- |
| Pauljevics (1–2) 50' Tischler (2–2) 73' Zsótér 45' Pávkovics 64' Nagy 74' Szankovics 82' | (0 – 2) Jegyzőkönyv | 1' (0–1) Henty 5' (0–2)• 37′ Hadzics 57' Szkepovics 59' Stopira 59' Pátkai 89′ Suljics |

| Szusza Ferenc Stadion, Budapest Nézőszám: 1 593 Játékvezető: Solymosi Péter (magyar) Asszisztensek: Király Krisztián, Kóbor Péter |

Mérkőzés utáni nyilatkozatok:
Egyet kell értenem a kollégámmal, az első félidőben valóban jobb volt a Vidi. Sokkolt minket a gól, nehezen jöttünk ebből vissza, sok olyan hibát vétettünk, amelyeket nem szoktunk. Hadzic, Scsepovics és Henty előtt is emiatt adódtak lehetőségek. A második félidőben időben szépítettünk majd továbbra is türelmesen játszottunk. Sikerült kiegyenlítenünk, de mégsem lehetek teljesen elégedett, mert a büntetővel nyerhettünk volna. A büntető amúgy megmutatta, mi is a mi gondunk. Ha emlékeznek Diagne-re, ő akkor is bevágta a büntetőt, amikor az egész stadion ellene volt. Aztán rúgott még egyet, majd összesen 10-et. Ő ilyen karakter volt. Az első félidőben nem láttam ilyen erős karaktert a csapatomban. A második félidő már jobb volt. Gratulálok a csapatnak, hogy kétgólos hátrányról visszajöttek, valamint gratulálok Marko Nikolicsnak is, mert az első félidőben valóban jó teljesítményt nyújtott az együttese.”
„Nehéz erről a meccsről beszélni. Leginkább az első félidőt tudom értékelni, akkor jól játszottunk, hamar megszereztük a vezetést, kapufánk is volt, a hazaiakat pedig távol tudtuk tartani a kapunktól. Talán a szezon legjobb játéka volt ez tőlünk, ugyanúgy kontrolláltuk a találkozót, ahogyan a múlt héten a Puskás Akadémia ellen – talán még jobban is. A második félidő csúnya volt. A lelátón és a pályán is olyan dolgok történtek, amelyek nagyon rossz képet festenek a labdarúgásról, valamint más fontos, emberi értékekről is. Nem voltunk elég okosak, nem kezeltük jól ezt a helyzetet. Azt mondtam a fiúknak, hogy nekünk ennél jobbnak kell lennünk. Férfiasan kell viselnünk azt, ha ilyen helyzetek adódnak. Focizni tudnak a játékosok, ezt az első félidőben is láttuk. Nehéz helyzetben vagyok, mert egyrészt meg kell védenem a játékosokat, tudniuk kell, hogy mellettük állok. Ugyanakkor kritizálnom is kell őket ha úgy adódik, azt pedig nekik is elmondtam, hogy máshogy kell kezelniük azt, ha legközelebb ilyen helyzetbe kerülnek.”
| 15. forduló 2017. november 4., szombat 15:30 |

| Vasas                                   | 0 – 1               | Újpest                                       |
| --------------------------------------- | ------------------- | -------------------------------------------- |
| Balázs B. 63' Pávkovics 80' Nwobodo 87' | (0 – 1) Jegyzőkönyv | 69'(0–1) 45' Novothny 42' Pávkovics 88' Mohl |

| Dunaújváros Stadion, Dunaújváros Nézőszám: 1 200 Játékvezető: Iványi Zoltán (magyar) Asszisztensek: Albert István és Berettyán Péter |

Olyan mérkőzés volt, amilyenre számítottam. Jól ismeri egymást a két csapat. Az első félidőben koncentráltan játszottunk. Két játékost is sérülés miatt kellett lecserélnem, az ebből fakadó rendezetlenség miatt belefutottunk egy kontrába, ami eldöntötte a meccset. Utána sajnos már nem tudtunk olyan játékot produkálni, ami elég lett volna az egyenlítéshez. Benes térdsérülést szenvedett, Hangyának a combja fáj, a pontos diagnózis később derül ki. Az utolsó tartalékainkat használjuk fel, eddig is sok sérültünk volt, most kettővel nőtt a számuk. A sok meccs miatt a frissesség is hiányzik, csakúgy, mint az átütőerő. Jól jön most nekünk a szünet, hogy rendezni tudjuk a sorainkat.
„Az első félidőben nem sok szép dolgot láthatott a közönség, nagy taktikai harc volt a pályán, mindkét fél a másik hibájára várt. A második játékrészben sokkal agresszívabban léptünk pályára mind a védekezésünket, mind a támadásainkat illetően. Több helyzetet is kidolgoztunk, már annak a lehetősége is fennállt, hogy bejön a futball aranyszabálya és a rontott szituációk egy Vasas gólban öltenek testet, de nem ez történt. Büszke vagyok a csapatra, mentálisan is állták a sarat és végül megszerezték a győzelmet, amihez gratulálok a fiúknak!”
| 16. forduló 2017. november 18., szombat 15:30 |

| Újpest                                                          | 2 – 1               | Honvéd                           |
| --------------------------------------------------------------- | ------------------- | -------------------------------- |
| Tischler 22' (1–0) Windecker 61'(2–0) Pauljevics 12' Balázs 48' | (1 – 0) Jegyzőkönyv | 83'(2–1) 71' Eppel 82' Lanzafame |

| Szusza Ferenc Stadion, Budapest Nézőszám: NA Játékvezető: Bognár Tamás (magyar) Asszisztensek: Buzás Balázs és Georgiou Theodos |

| 17. forduló 2017. november 18., szombat 15:30 |

| Diósgyőr                            | 1 – 2               | Újpest                                 |
| ----------------------------------- | ------------------- | -------------------------------------- |
| Ugrai 29' (1–1) Lipták 64' Vela 77' | (1 – 0) Jegyzőkönyv | 1'(1–0) 38'(1–2)Novothny 70' Litauszki |

| Nagyerdei stadion, Debrecen Nézőszám: 1 412 Játékvezető: Pintér Csaba (magyar) Asszisztensek: Ring György és Tóth II. Vencel |

| 18. forduló 2017. december 2., szombat 15:30 |

| Újpest                                                   | 2 – 2               | Balmazújvárosi                             |
| -------------------------------------------------------- | ------------------- | ------------------------------------------ |
| Novothny 67' (1–2) 79' (2–2)Windecker 35' Pauljevics 52' | (0 – 1) Jegyzőkönyv | 40'(0–1) 22' Haris 47'(0–2) Rácz 84' Vajda |

| Szusza Ferenc Stadion, Budapest Nézőszám: zárt kapuk mögött Játékvezető: Erdős József (magyar) Asszisztensek: Georgiou Theodos és Kóbor Péter |

| 19. forduló 2017. december 9., szombat 15:30 |

| Puskás Akadémia                                                   | 2 – 1               | Újpest                                         |
| ----------------------------------------------------------------- | ------------------- | ---------------------------------------------- |
| U. Diallo 7' (1–0) Perosevics 37' (2–0) Knezevics 3' Spandler 71' | (2 – 0) Jegyzőkönyv | 58'(2–1) 82' Nwobodo 43' Novothny 64' Tischler |

| Nagyerdei stadion, Debrecen Nézőszám: 1 328 Játékvezető: Iványi Zoltán (magyar) Asszisztensek: Szert Balázs és Szalai Balázs |

| 22. forduló (96. élvonalbeli összecsapása a csapatoknak) 2018. március 10., szombat 14:30 (tv: M4 Sport) |

| Debreceni VSC                | 1 – 2               | Újpest                                                                         |
| ---------------------------- | ------------------- | ------------------------------------------------------------------------------ |
| Könyves (1–1) 76' Takács 53' | (0 – 0) Jegyzőkönyv | 58' (0–1) Novothny 90' (1–2) Tischler 43' Pauljevics 70' Litauszki 90+3' Simon |

| Nagyerdei stadion, Debrecen Nézőszám: 2 701 Játékvezető: Iványi Zoltán (magyar) Asszisztensek: Szert Balázs és Szalai Dániel |

- Újpest: Pajovics — Pauljevics, Bojovics, Litauszki , Burekovics — Onovo, Diallo – Zsótér (Simon  szünetben), Nwobodo, Nagy D. (Sankovics  84') — Novothny (Tischler  77') Fel nem használt cserék: Gundel-Takács (kapus), Kálnoki Kiss, Cseke, Balázs. Vezetőedző: Nebojsa Vignyevics
- Debreceni VSC: Nagy S. — Bényei, Kinyik, Mészáros N., Ferenczi (Barna  67') — Varga K., Tőzsér , Sós (Csősz  86'), Bódi — Könyves, Takács (Tabakovics  78') Fel nem használt cserék: Košický (kapus), Tisza, Kuti, Nagy K.. Vezetőedző: Herczeg András

A 6. percben hatalmas hazai lehetőség maradt ki, miután Takács kapott kitűnő indítást, a tizenhatoson belül azonban rosszul ért labdához, így oda lett a helyzet. Három perccel később az Újpest is betalálhatott volna, de Diallo 18 méterről leadott lövése nem talált kaput. A 13. percben Mészáros indította Takácsot, aki kissé kisodródva próbálkozott, de Pajovics fogta a közeli lövést. A 22. percben egy kicsiben elvégzett szöglet után Varga adott remek labdát Bódinak, akinek a lövése egy védőn is megpattant, de az újpesti kapus védeni tudott. A 29. percben Sós Bence huszonötméteres lövését hárította ismét Pajovics. Leginkább a vendégek térfelén folyt a játék az első félidőben, a hazaiak próbáltak odaférkőzni az újpesti kapu elé, a lila-fehérek nem jelentettek különösebb veszélyt. A 36. percben Bódi veszélyes szögletét próbálta Takács befejelni, a vendégek hálóőre azonban elhúzta a labdát a debreceni támadó feje elől. A 43. percben Bódi Ádám végzett el szabadrúgást a tizenhatos sarkától, veszélyes lehetőség volt, de a labda nem ért célba. A második félidő is hazai helyzettel indult, egy szöglet után Könyves szerezhette volna meg a vezetést, de lecsúszott a lövése. A 49. percben Takács adott középre a jobb szélről, lövése a bal kapufán csattant. Egy perccel később Novothny lőtt 13 méterről, Nagy könnyedén védett. Az 53. percben Takács adott középre az ott érkező Sósnak, aki közelről kapu mellé lőtt. Öt perccel később megszerezte a vezetést az Újpest, Novothny 16 méterről talált a hálóba; (0–1). A 60. percben egyből egyenlíthettek volna a debreceniek, Varga szép cselek után passzolt Ferenczihez, aki a tizenhatos sarkától lőtt, igaz nem tévedett sokat, de a kapu mellé ment a próbálkozása. A 68. percben megsérült Ferenczi, helyette Barna Szabolcs érkezett. A 75. percben egy újpesti szöglet után Novothny fejese csattant a lécen. Egy perccel később aztán összejött a Loki megérdemelt egyenlítő találata: egy kiváló indítás után Könyves a kifutó Pajovics mellett perdítette el a labdát, majd lőtt az üres kapuba; (1–1). Cserélt a Loki, Takács helyett Tabakovics érkezett, majd nem sokkal később Sós Bencét Csősz Richárd váltotta. A 82. percben Tabakovics tekert a tizenhatos sarkától, Pajovics ezúttal is védett. A 90. percben ismét megszerezte a vezetést az Újpest, Tischler lőtt közelről Nagy Sándor kapujába, kialakítva ezzel az (1–2)-es végeredményt.
Mérkőzés utáni nyilatkozatok:
Nem érdemeltünk vereséget. A játékosok nagyot küzdöttek. Az első félidő elején nekünk volt nagy helyzetünk, azt elhibáztuk, de ment előre a csapat. A második félidőt jól kezdtük, lendületes támadásokat vezettünk, aztán egy védelmi hibából gólt kaptunk. Ezt kiegyenlítettük, majd kaptunk egy újabb gólt. A csapat az idényben most játszott a legjobban, mégsem nyertünk. Sok a hiányzó játékosunk, a csapat nem bír el 3-4 hiányzó alapembert. A variációs lehetőségek nincsenek meg, amik az ősszel megvoltak. Rossz passzban vagyunk. Most már innentől kezdve hátrafelé is néznünk kell, a kiesési helyeken hogy vannak a csapatok. Reálisan kell nézni a helyzetünket, a mi csapatunk nem bírja el, hogy jelen pillanatban ennyi hiányzónk van. A játékosokat, a csapatot nem tudom elmarasztalni, nagy szívvel játszott mindenki, nagyot küzdöttek. Szerdán a Honvéd ellen játszunk, szombaton a Mezőkövesd ellen. Nehéz helyzetben vagyunk.
Ha visszanézzük a statisztikákat, akkor láthatjuk, hogy régen nyertünk ezen a pályán, és akkor is a Diósgyőr ellen arattunk győzelmet. Nagyon boldog vagyok, egy igazán kiváló együttest múltunk ma felül, rendkívül büszke vagyok a játékosaimra. A hazai alakulat sokkal agresszívabb játékképet mutatott, úgy futballoztak, ahogy mi szoktunk, emiatt némi keserűség tölt el, mert ez a stílus inkább a mi csapatunkra jellemző. Ugyanakkor ma mi voltunk a türelmesebbek és talán több szerencsénk is volt a találkozón.
| Csapat   | Lövés | Kaput talált lövés | Ebből gól | Szöglet | Szabálytalanság | Sárga lap | Piros lap | Passz | Sikeres passz | Labdabirtoklás | Párharc | Megnyert párharc |
| -------- | ----- | ------------------ | --------- | ------- | --------------- | --------- | --------- | ----- | ------------- | -------------- | ------- | ---------------- |
| Debrecen | 19    | 6 (31,6%)          | 1 (16,7%) | 5       | 12              | 1         | 0         | 379   | 293 (77,3%)   | 50%            | 178     | 85 (47,8%)       |
| Újpest   | 12    | 6 (50,0%)          | 2 (33,3%) | 6       | 8               | 3         | 0         | 454   | 354 (77,9%)   | 50%            | 178     | 93 (52,2%)       |

### Harmadik kör
| 27. forduló 2018. április 21., szombat 17:00 |

| Budapest Honvéd | 0 – 0       | Újpest                 |
| --------------- | ----------- | ---------------------- |
|                 | Jegyzőkönyv | 2' Litauszki 21' Onovo |

| Bozsik József Stadion, Budapest Nézőszám: 2 640 Játékvezető: Karakó Ferenc (magyar) Asszisztensek: Berettyán Péter és Varga Gábor |

- Újpest: Pajovics — Balázs, Litauszki , Bojovics, Bureković — Nwobodo, Szankovics, Nagy D. (Cseke  79'), Onovo, Pauljevics — Novothny • Fel nem használt cserék: Gundel-Takács (kapus), Szűcs, Kálnoki Kis, Tischler, Zsótér, Mohl • Vezetőedző: Nebojsa Vignjevics
- Budapest Honvéd: Gróf — Bobál, Kamber , Baráth — Ikenne-King, Nagy (Heffler  szünetben), Gazdag, Banó-Szabó (Májer  74'), Holender — Eppel (Danilo  55'), Lanzafame • Fel nem használt cserék: Horváth (kapus), Lovrics, Kukoč, Lukács • Vezetőedző: Supka Attila

Az első félidőben a kispestiek irányították a játékot, több gólhelyzetet is kidolgoztak, az újpestieknek némi szerencse is kellett, hogy ne kerüljenek hátrányba. A 17. percben Kamber fejesénél Pajovics kapus már tehetetlen volt, de Nagy Dániel a gólvonalról mentett, a 39. percben pedig Lanzafame távoli lövése a kapufán csattant. A második játékrész elején Lanzafame szabadrúgását bravúrral hárította Pajovics, azt követően az újpestiek bátrabb mezőnyjátékot vállaltak fel, de ellentétben a hazaiakkal, a kapura nem jelentettek veszélyt. A kispestiek nyerőembere egy cserejátékos, Danilo lehetett volna, ám az aktív támadó hiába került többször is helyzetbe, a befejezéseknél pontatlannak bizonyult. A Honvéd és az Újpest legutóbb 2014 augusztusában játszott egymással gól nélküli döntetlent, és azt követően tíz mérkőzés közül – a mostanit is beszámítva – ötször nem bírt egymással.
| 29. forduló 2018. május 5., szombat 17:00 |

| Balmaz Kamilla Gyógyfürdő | 1 – 1               | Újpest                            |
| ------------------------- | ------------------- | --------------------------------- |
| Andrics (1–0) 2'          | (1 – 0) Jegyzőkönyv | 68' (1–1) 88' Litauszki 14' Onovo |

| Városi Sportpálya, Balmazújváros Nézőszám: 1 604 Játékvezető: Solymosi Péter (magyar) Asszisztensek: Buzás Balázs és Becséri Gergely |

- Újpest: Pajovics — Balázs, Kálnoki Kis, Litauszki , Burekovics (Mohl  szünetben) — Onovo, Nwobodo — Pauljevics, Nagy D. (Tischler  85'), Zsótér (Szankovics  szünetben) — Novothny • Fel nem használt cserék: Banai (kapus), Szűcs, Cseke, A. Diallo • Vezetőedző: Nebojsa Vignjevics
- Balmazújváros: Horváth — Habovda, Rus, Tamás, Uzoma — Vajda, Sigér , Maiszuradze (Batarelo  77'), Haris — Andrics (Arabuli  65'), Kónya (Erdei  szünetben) • Fel nem használt cserék: Pogacsics (kapus), Jagodics, Schmid, Kamarás • Vezetőedző: Horváth Ferenc

A 2. percben vezetést szereztek a hazaiak: a volt újpesti Nemanja Andrics jobbal a kapu túlsó felső sarkába teker; (1–0). Újabb 120 másodpercen belül egyenlíthetett volna az Újpest, de Pauljevics ziccert rontott. A folytatásban a lila-fehérek futballoztak fölényben, de az egyenlítés elmaradt. A fordulást követően is inkább a vendégek akarata érvényesült, a támadók azonban rendre rossz megoldást választottak. A 68. percben kiegyenlítettek a vendégek: Nagy Dániel bal oldali, jobb lábbal elvégzett szögletét az ötös rövid sarkáról fejjel középre csúsztatja Nwobodo, az érkező Litauszki Róbert elsőre négy méterről a kapusba fejeli a labdát, de a kipattanót már okosan a léc alá bólintja, nagy erővel; (1–1). Ezzel a góllal megtörte az Újpest rossz sorozatát, ugyanis a fővárosi együttes ezt megelőzően sorozatban három idegenbeli fellépésén nem talált a kapuba. A hajrában is a vendégek támadtak többet, de az eredmény nem változott. A két csapat szerdán a Magyar Kupa elődöntőjének visszavágóján is találkozik egymással.
Mérkőzés utáni nyilatkozatok:
Jó első félidőt produkált a csapat, meg is nyerhettük volna a találkozót, talán még egy nullára is, ám hiába kértem a hátul játszókat, hogy tolják feljebb a védekezést, sajnos ösztönösen egyre csak hátráltak. Nem csodálkoznék, ha középső védőink hátát feltörte volna a háló. Benne volt a pakliban, hogy előbb-utóbb egyenlít az Újpest. Senki se keressen furcsaságokat az összeállítás kapcsán, az érvényben lévő szabályok miatt alakult így a kezdő.
Az eredménnyel elégedett vagyok, a játékkal nem. A hozzáállással volt a legnagyobb baj, azt hitték a játékosok, hogy egyénileg is meg tudják oldani a helyzeteket. Hiába mondtuk már el számtalanszor, hogy ez csapatjáték. A célunk az, hogy ott legyünk az első háromban, és megnyerjük a Magyar Kupát. Ez a meccs arra is jó volt, hogy kellően felkészüljünk a szerdai, újabb összecsapásra, amelyen természetesen tökéletesen elégedett lennék az egy egyes eredménnyel.
| 33. forduló 2018. június 2., szombat 19:00 |

| Újpest                                            | 2 – 1               | Debreceni VSC                |
| ------------------------------------------------- | ------------------- | ---------------------------- |
| Novothny (1–0) 53' Nwobodo (2–0) 63' Bojovics 81' | (0 – 0) Jegyzőkönyv | 70' (2–1) Takács 28' Kusnyír |

| Szusza Ferenc Stadion, Budapest Nézőszám: 4 249 Játékvezető: Szabó Zsolt (magyar) Asszisztensek: Ring György és TÓth II. Vencel |

- Újpest: Gundel-Takács — Balázs, Bojovics, Litauszki , Burekovics — Onovo — Szűcs (A. Diallo  89'), Szankovics, Zsótér (Cseke  77'), Nwobodo — Novothny (Tischler  90+2') • Fel nem használt cserék: Banai (kapus), Kálnoki Kis, Filipović, Pávkovics • Vezetőedző: Nebojsa Vignjevics
- Debreceni VSC: Nagy S. — Bényei, Szatmári, Mészáros N., Ferenczi — Kuti (Sós  60'), Tőzsér , Kusnyír (Tisza  63'), Varga K. — Bereczki, Takács • Fel nem használt cserék: Kovács (kapus), Filip, Barna, Újvárosi, Csősz • Vezetőedző: Herczeg András

A kezdőrúgást a házigazdák korábbi játékos, Enis Bardhi végezte el, a macedón válogatott középpályás három év után tavaly nyáron hagyta el az Újpestet, és igazolt a spanyol élvonalbeli Levantéhoz. A találkozó első félidejében az újpestiek irányították a játékot, a debreceniek csupán szórványos kontrákat vezettek. A házigazdáknak azonban sokat kellett dolgozniuk mezőnyben, amíg helyzeteiket lövéssel tudták befejezni, és Zsótér Donát vezetésével egyre közelebb is kerültek a debreceni kapuhoz, de lehetőségeik közül egyet sem tudtak gólra váltani. A szünetben az 1998-ban bajnoki aranyérmes újpesti csapat tagjait tapsolhatta meg a közönség. A második felvonás elején megérdemelten jutott vezetéshez az ellenfelénél aktívabb Újpest: az 53. percben Novothny Soma öt méterről fejelt Nagy Sándor kapujába; (1–0). A kapott gól után a debreceni vezetőedző, Herczeg András a támadóbb szerkezet érdekében két játékost cserélt, de mielőtt ennek a játékban látszata lett volna, megduplázta előnyét az Újpest: a 63. percben Obinna Nwobodo 19 méterről lőtte ki a jobb alsó sarkot; (2–0). A 70. percben Takács Tamás csúsztatott fejesével szépített a Debrecen, amely csak kétgólos hátrány után tudta felvenni a házigazdák ritmusát; (2–1). A vendégek azonban így sem tudtak nyomást gyakorolni a hajrában az ellenfélre, amely magabiztosan őrizte meg előnyét a lefújásig. Az Újpest FC ellen ebben a bajnoki szezonban a lehetséges kilenc pontból csak egyet szerzett meg a Debrecen, amely elsősorban a tavaszi idényben nyújtott gyenge teljesítménye miatt maradt le a dobogóról – ötödik lett – és a nemzetközi kupaporondról. A hajdúsági együttes az utolsó hét fordulóban kétszer nyert, míg egy döntetlen mellett négyszer kapott ki.
Mérkőzés utáni nyilatkozatok:
Szeretek a Loki ellen meccselni, mert mindig szép mérkőzést játszik a két csapat. Rendkívül nehéz találkozó előtt voltunk, hiányzó mindkét oldalon akadt. Jobban játszottunk, több helyzetünk is volt a mérkőzésen. Az első félidőben a Lokinak megvolt a gólszerzés lehetősége. Ha ezt belövi, másként alakul a mérkőzés. A második félidőben két gólt lőttünk, megvolt az esély a harmadik találatra is, de a Debrecen szépített.
Gratulálok az Újpestnek, szép évet zárnak. A mai meccsen nagy akarattal és elszántsággal játszott a csapat. Az első félidőben nem volt meg a bátorság és vállalkozó kedv. A második játékrészben már bátrabban játszottunk.
| Csapat   | Labdabirtoklás | Lövés | Kaput talált lövés | Ebből gól | Szöglet | Szabálytalanság | Sárga lap | Piros lap | Passz | Sikeres passz | Párharc | Megnyert párharc |
| -------- | -------------- | ----- | ------------------ | --------- | ------- | --------------- | --------- | --------- | ----- | ------------- | ------- | ---------------- |
| Újpest   | 2026 mp (66%)  | 13    | 4 (31%)            | 2 (50%)   | 7       | 9               | 1         | 0         | 618   | 503 (81%)     | 169     | 102 (60%)        |
| Debrecen | 1061 mp (34%)  | 7     | 2 (29%)            | 1 (50%)   | 5       | 6               | 1         | 0         | 299   | 201 (67%)     | 169     | 67 (40%)         |

- A DVSC a 2016–2017-es idényben az utolsó fordulóig küzdött a bennmaradásért, most pedig harmadik lett volna, ha nyer a Megyeri úton. Pedig mindössze három ponttal szerzett többet a mostani idényben, mint egy évvel korábban.
- Herczeg András együttese az őszi 19 fordulóban 31, a tavaszi 14-ben 13 pontot szerzett.
- Az Újpest 2009 óta először végzett dobogós helyen a bajnokságban.
- Novothny Soma második lett a góllövőlistán, Varga Rolanddal holtversenyben, egyetlen találattal lemaradva a gólkirályi címről. Tizenhét gólig jutott, újpesti játékos 2006 óta (akkor: Rajczi Péter 22) nem ért el ilyen sok gólt a bajnoki idényben.
- Obinna Nwobodo a harmadik gólját, Takács Tamás pedig a kilencedik találatát érte el.
- A lilák a kupagyőzelem után sem álltak le, a Balmazújvárossal holtversenyben a legtöbb pontot szerezték az utolsó három fordulóban (hetet)
- Nebojsa Vignjevics együttese alaposan előrelépett az előző idényhez képest, akkor 42 ponttal hetedik lett, most 49-cel harmadik. Lényegesen kevesebb gólt kapott a csapat, mint egy évvel korábban, igaz, kevesebbet is szerzett, még Novothny nagy formája ellenére is.[57]

### Eredmények összesítése
Az alábbi táblázatban összesítve szerepelnek az Újpest aktuális szezon OTP Bank Ligában elért eredményei.
A százalék számítás a 3 pontos rendszerben történik.
| Kör (forduló)            | Otthon | Otthon | Otthon | Otthon | Otthon | Otthon | Otthon | Otthon | Idegenben | Idegenben | Idegenben | Idegenben | Idegenben | Idegenben | Idegenben | Idegenben |
| Kör (forduló)            | M      | GY     | D      | V      | LG–KG  | GK     | P      | %      | M         | GY        | D         | V         | LG–KG     | GK        | P         | %         |
| ------------------------ | ------ | ------ | ------ | ------ | ------ | ------ | ------ | ------ | --------- | --------- | --------- | --------- | --------- | --------- | --------- | --------- |
| Első kör (1–11.)         | 5      | 1      | 3      | 1      | 6–7    | –1     | 6      | 40,0%  | 6         | 2         | 2         | 2         | 10–9      | +1        | 8         | 44,4%     |
| Második kör (12–21.)     | 1      | 0      | 1      | 0      | 0–0    | 0      | 1      | 33,3%  | 1         | 0         | 0         | 1         | 0–1       | –1        | 0         | 0,0%      |
| Harmadik kör (22–33.)    |        |        |        |        | –      |        |        |        |           |           |           |           |           |           |           |           |
| Összesen (1–33. forduló) | 6      | 1      | 4      | 1      | 6–7    | –1     | 7      | 38,8%  | 7         | 2         | 2         | 3         | 10–10     | 0         | 8         | 38,1%     |

### Helyezések fordulónként
| Forduló  | 1  | 2  | 3  | 4  | 5  | 6  | 7  | 8  | 9  | 10 | 11 | 12 | 13 | 14 | 15 | 16 | 17 | 18 | 19 | 20 | 21 | 22 | 23 | 24 | 25 | 26 | 27 | 28 | 29 | 30 | 31 | 32 | 33 |
| -------- | -- | -- | -- | -- | -- | -- | -- | -- | -- | -- | -- | -- | -- | -- | -- | -- | -- | -- | -- | -- | -- | -- | -- | -- | -- | -- | -- | -- | -- | -- | -- | -- | -- |
| Helyszín | I  | O  | I  | O  | I  | O  | I  | O  | I  | I  | O  | O  | I  | O  | I  | O  | I  | O  | I  | O  | O  | I  | I  | O  | I  | O  | I  | O  | I  | O  | I  | I  | O  |
| Eredmény | D  | D  | D  | GY | V  | D  | GY | V  | V  | GY | D  | D  | V  | D  | GY | GY | GY | D  | V  | GY | V  | GY | D  | D  | V  | GY | D  | GY | D  | V  | D  | GY | GY |
| Helyezés | 4. | 7. | 8. | 7. | 9. | 7. | 6. | 8. | 9. | 7. | 8. | 9. | 9. | 9. | 8. | 5. | 5. | 4. | 5. | 4. | 4. | 4. | 3. | 4. | 6. | 4. | 3. | 3. | 4. | 6. | 5. | 3. | 3. |

Helyszín: O = otthon (hazai pályán); I = idegenben. Eredmény: GY = győzelem; D = döntetlen; V = vereség.
A csapat helyezései fordulónként, idővonalon ábrázolva.

### Sárga/piros lapok és eltiltások fordulónként
Csak azokat a játékosokat tüntettük fel a táblázatban, akik a szezon során legalább egy figyelmeztetést kaptak.
Az adott mérkőzést részletesen is megnézheti, ha a forduló sorszámát jelző szám alatti O vagy I betűre kattint.
| Forduló          | Forduló | Forduló | Forduló | Forduló | Forduló | 1         | 2         | 3         | 4 | 5 | 6         | 7         | 8         | 9         | 10        | 11        | 12        | 13        | 14 | 15 | 16 | 17 | 18 | 19 | 20 | 21 | 22 | 23 | 24 | 25 | 26 | 27 | 28 | 29 | 30 | 31 | 32 | 33 |
| ---------------- | ------- | ------- | ------- | ------- | ------- | --------- | --------- | --------- | - | - | --------- | --------- | --------- | --------- | --------- | --------- | --------- | --------- | -- | -- | -- | -- | -- | -- | -- | -- | -- | -- | -- | -- | -- | -- | -- | -- | -- | -- | -- | -- |
| Figyelmeztetések | Σ       |         |         |         | KM      | I         | O         | I         | O | I | O         | I         | O         | I         | I         | O         | O         | I         | O  | I  | O  | I  | O  | I  | O  | O  | I  | I  | O  | I  | O  | I  | O  | I  | O  | I  | I  | O  |
| Angelov          | 1       | 1       | 0       | 0       | 0       |           |           |           |   |   | Sárga lap |           |           |           |           |           |           |           |    |    |    |    |    |    |    |    |    |    |    |    |    |    |    |    |    |    |    |    |
| Balázs B.        | 2       | 2       | 0       | 0       | 0       |           | Sárga lap |           |   |   |           |           |           |           |           |           | Sárga lap |           |    |    |    |    |    |    |    |    |    |    |    |    |    |    |    |    |    |    |    |    |
| Bojovics         | 1       | 1       | 0       | 0       | 0       |           |           |           |   |   |           | Sárga lap |           |           |           |           |           |           |    |    |    |    |    |    |    |    |    |    |    |    |    |    |    |    |    |    |    |    |
| Litauszki        | 4       | 4       | 0       | 0       | 0       |           | Sárga lap |           |   |   |           | Sárga lap |           |           | Sárga lap |           |           | Sárga lap |    |    |    |    |    |    |    |    |    |    |    |    |    |    |    |    |    |    |    |    |
| Mohl             | 2       | 2       | 0       | 0       | 0       |           |           |           |   |   |           |           |           |           | Sárga lap | Sárga lap |           |           |    |    |    |    |    |    |    |    |    |    |    |    |    |    |    |    |    |    |    |    |
| Nagy D.          | 2       | 2       | 0       | 0       | 0       |           |           | Sárga lap |   |   | Sárga lap |           |           |           |           |           |           |           |    |    |    |    |    |    |    |    |    |    |    |    |    |    |    |    |    |    |    |    |
| Novothny         | 3       | 3       | 0       | 0       | 0       |           |           |           |   |   | Sárga lap |           |           |           |           | Sárga lap |           | Sárga lap |    |    |    |    |    |    |    |    |    |    |    |    |    |    |    |    |    |    |    |    |
| Nwobodo          | 5       | 5       | 0       | 0       | 1       |           | Sárga lap | Sárga lap |   |   |           |           |           |           |           | Sárga lap | Sárga lap | Sárga lap | X  |    |    |    |    |    |    |    |    |    |    |    |    |    |    |    |    |    |    |    |
| Pauljevics       | 1       | 1       | 0       | 0       | 0       | Sárga lap |           |           |   |   |           |           |           |           |           |           |           |           |    |    |    |    |    |    |    |    |    |    |    |    |    |    |    |    |    |    |    |    |
| Pávkovics        | 1       | 1       | 0       | 0       | 0       |           |           |           |   |   |           |           |           |           |           |           | Sárga lap |           |    |    |    |    |    |    |    |    |    |    |    |    |    |    |    |    |    |    |    |    |
| Salétros         | 1       | 1       | 0       | 0       | 0       |           |           |           |   |   |           |           |           | Sárga lap |           |           |           |           |    |    |    |    |    |    |    |    |    |    |    |    |    |    |    |    |    |    |    |    |
| Szankovics       | 1       | 1       | 0       | 0       | 0       |           |           |           |   |   |           |           |           |           |           |           |           | Sárga lap |    |    |    |    |    |    |    |    |    |    |    |    |    |    |    |    |    |    |    |    |
| Tischler         | 1       | 1       | 0       | 0       | 0       |           |           |           |   |   |           | Sárga lap |           |           |           |           |           |           |    |    |    |    |    |    |    |    |    |    |    |    |    |    |    |    |    |    |    |    |
| Windecker        | 3       | 3       | 0       | 0       | 0       |           | Sárga lap |           |   |   |           |           |           | Sárga lap |           |           |           | Sárga lap |    |    |    |    |    |    |    |    |    |    |    |    |    |    |    |    |    |    |    |    |
| Zsótér           | 3       | 3       | 0       | 0       | 0       |           |           |           |   |   | Sárga lap |           | Sárga lap |           |           |           |           | Sárga lap |    |    |    |    |    |    |    |    |    |    |    |    |    |    |    |    |    |    |    |    |
| Összesen         | 31      | 31      | 0       | 0       | 1       | 1         | 4         | 2         | 0 | 0 | 4         | 3         | 1         | 2         | 2         | 3         | 3         | 6         |    |    |    |    |    |    |    |    |    |    |    |    |    |    |    |    |    |    |    |    |

Jelmagyarázat: Helyszín: O = otthon (hazai pályán); I = idegenben;
Σ = összes sárga ill. piros lap;  = sárga lapos figyelmeztetés;  = egy mérkőzésen 2 sárga lap utáni azonnali kiállítás;  = piros lapos figyelmeztetés, azonnali kiállítás; X = eltiltás; KM = eltiltás miatt kihagyott mérkőzés
A sárga lapos figyelmeztetések következménye: a labdarúgó az adott bajnokság 5. sárga lapos figyelmeztetését követően a soron következő egy bajnoki mérkőzésen nem rendelkezik játékjogosultsággal.

### A bajnokság végeredménye
| H   | Csapat                | M  | GY | D  | V  | LG | KG | GK  | GÁ   | SZP | VP | NÉ  | Sárga lap | kiállítva | Forma | Továbbjutás vagy kiesés          |
| --- | --------------------- | -- | -- | -- | -- | -- | -- | --- | ---- | --- | -- | --- | --------- | --------- | ----- | -------------------------------- |
| 1.  | Videoton (B) (NK)     | 33 | 20 | 8  | 5  | 65 | 28 | +37 | 1,97 | 68  | 31 | 6,9 | 111       | 5         |       | Bajnokok Ligája, 1. selejtezőkör |
| 2.  | Ferencváros (NK)      | 33 | 18 | 12 | 3  | 69 | 31 | +38 | 2,09 | 66  | 33 | 6,8 | 70        | 4         |       | Európa-liga, 1. selejtezőkör     |
| 3.  | Újpest (KGY) (NK)     | 33 | 12 | 13 | 8  | 41 | 38 | +3  | 1,24 | 49  | 50 | 6,9 | 76        | 0         |       | Európa-liga, 1. selejtezőkör     |
| 4.  | Bp. Honvéd (CV) (NK)  | 33 | 13 | 8  | 12 | 50 | 53 | –3  | 1,52 | 47  | 52 | 6,6 | 71        | 4         |       | Európa-liga, 1. selejtezőkör     |
| 5.  | Debreceni VSC         | 33 | 12 | 8  | 13 | 53 | 47 | +6  | 1,61 | 44  | 55 | 6,8 | 71        | 2         |       |                                  |
| 6.  | Puskás Akadémia (F)   | 33 | 11 | 10 | 12 | 41 | 46 | –5  | 1,24 | 43  | 56 | 6,5 | 93        | 3         |       |                                  |
| 7.  | Paks                  | 33 | 11 | 9  | 13 | 43 | 48 | –5  | 1,30 | 42  | 57 | 6,5 | 80        | 5         |       |                                  |
| 8.  | Haladás               | 33 | 11 | 5  | 17 | 35 | 50 | –15 | 1,06 | 38  | 61 | 6,3 | 82        | 3         |       |                                  |
| 9.  | Mezőkövesd            | 33 | 9  | 10 | 14 | 35 | 52 | –17 | 1,06 | 37  | 62 | 6,2 | 90        | 3         |       |                                  |
| 10. | Diósgyőr              | 33 | 10 | 6  | 17 | 44 | 53 | –9  | 1,33 | 36  | 63 | 6,3 | 81        | 5         |       |                                  |
| 11. | Balmazújváros (K) (F) | 33 | 8  | 12 | 13 | 39 | 46 | –7  | 1,18 | 36  | 63 | 6,2 | 70        | 2         |       | NB II 2018–2019                  |
| 12. | Vasas (K)             | 33 | 9  | 7  | 17 | 38 | 61 | –23 | 1,15 | 34  | 65 | 6,1 | 86        | 4         |       | NB II 2018–2019                  |

A rangsorolás alapszabályai: 1. összpontszám; 2. a bajnokságban elért több győzelem; 3. a bajnoki mérkőzések gólkülönbsége; 4. a bajnoki mérkőzéseken rúgott több gól; 5. az egymás ellen játszott bajnoki mérkőzések pontkülönbsége; 6. az egymás ellen játszott bajnoki mérkőzések gólkülönbsége; 7. az egymás ellen játszott bajnoki mérkőzéseken az idegenben lőtt több gól; 8. a bajnokság fair play értékelésében elért jobb helyezés; 9. sorsolás.
(CV): Bajnoki címvédő csapat; (B): Bajnokcsapat; (K): Kieső csapat; (F): Feljutó csapat; (KGY): Kupagyőztes; (NK): Nemzetközi kupainduló;

## Magyar kupa
Az MLSZ szabályzatának értelmében, a nemzeti bajnokságokban (NB I, NB II, NB III) szereplő csapatok a kupasorozat 6. fordulójában, a legjobb 128 között kapcsolódnak be a versenybe. A versenykiírás szerint az NB I-es és NB II-es csapatok kiemeltek lesznek a sorsoláson, nem kerülhetnek össze egymással. A hatodik fordulóból (a főtábla első köréből) továbblépő együttesek 300 ezer, illetve 500 ezer forintot kapnak – attól függően, hogy döntetlen után vagy győzelemmel harcolják ki a továbbjutást.
      Győzelem
      Döntetlen
      Vereség
| 2017. szeptember 20., szerda |

| Öttevény TC (megye I) | 0 – 6 | Újpest FC |
| --------------------- | ----- | --------- |
|                       |       |           |

| Részletek |

| 2017. október 25., szerda |

| Gödöllői SK (megye I) | 0 – 3 | Újpest FC |
| --------------------- | ----- | --------- |
|                       |       |           |

| Részletek |

| 2017. november 29., szerda |

| Vecsési FC (NB III) | 0 – 5 | Újpest FC |
| ------------------- | ----- | --------- |
|                     |       |           |

| Részletek |

| 2018. február 27., kedd |

| Újpest FC | 2 – 0 | Paksi FC |
| --------- | ----- | -------- |
|           |       |          |

| Részletek |

| 2018. március 6., kedd |

| Paksi FC | 0 – 2 | Újpest FC |
| -------- | ----- | --------- |
|          |       |           |

| Részletek |

| 2018. március 13., kedd |

| Újpest FC | 2 – 1 | MTK Budapest FC (NB II) |
| --------- | ----- | ----------------------- |
|           |       |                         |

| Részletek |

| 2018. április 4., szerda |

| MTK Budapest FC (NB II) | 3 – 2 | Újpest FC |
| ----------------------- | ----- | --------- |
|                         |       |           |

| Részletek |

| 2018. április 17., kedd |

| Újpest | 2 – 1 | Balmaz Kamilla Gyógyfürdő |
| ------ | ----- | ------------------------- |
|        |       |                           |

| Részletek |

| 2018. május 9., szerda |

| Balmaz Kamilla Gyógyfürdő | 0 – 0 | Újpest |
| ------------------------- | ----- | ------ |
|                           |       |        |

| Részletek |

| 2018. május 23., szerda |

| Puskás Akadémia FC | 2 – 2 (bü. 5–4) | Újpest FC |
| ------------------ | --------------- | --------- |
|                    |                 |           |

| Részletek |

### 6. forduló (főtábla 1. forduló)
2017. szeptember 11-én a Magyar Labdarúgó-szövetség (MLSZ) székházában megtartott sorsoláson a 70-szeres válogatott Nyilasi Tibor, az MLSZ elnökségi tagjának vezetésével készültek el a párosítások. Az Újpest csapata a Győr-Moson-Sopron megyei labdarúgó-bajnokságban szereplő Öttevény TC együttesével küzd meg a legjobb 64-be kerülésért.
| 2017. szeptember 20., szerda 15:00 |

| Öttevény TC (megye I) | 0 – 6               | Újpest FC                                                                                                   |
| --------------------- | ------------------- | --- |
|                       | (0 – 4) Jegyzőkönyv | 23' (0–1) • 32' (0–2) • 41' (0–3) • 44' (0–4) Tischler 88' (0–5) Pávkovics 90+1' (0–6) Simon 71' Pauljevics |

| Városi stadion, Öttevény Nézőszám: 950 Játékvezető: Gaál Gyöngyi (magyar) Asszisztensek: Kovács Gábor (1980) és Kovács Brankó |

A megyei I osztályú csapat az első félidő derekáig tartotta az élvonalbeli gárda tempóját, akkor azonban Tischler Patrik bevette az Öttevény kapuját, és annyira belelendült, hogy a szünetig meg sem állt négyig (0–4). Sokáig úgy tűnt, hogy újabb gól már nem esik, az utolsó percekben viszont Pávkovics és Simon is betalált, így a „lilák" végül 6–0-ra nyertek. Tischler Patrik ezen a mérkőzésen klasszikus mesternégyest ért el, méghozzá mindössze 21 perc alatt.
Egy nagyon szimpatikus csapatot ismertünk meg Öttevényben, akik ellen egy kellemes mérkőzést játszottunk, kiváló hangulatban. Jól éreztük magunkat a pályán, szinte minden akciónkat góllal tudtuk befejezni, ennek volt köszönhető a tetemes, 4–0-s előnyünk a félidőre. A második játékrészben lassabb ütemben játszottunk. Néhány játékosomnak – akik az előző mérkőzések alkalmával kevesebb időt töltöttek a pályán – igen jól sikerült ez a találkozó. Úgy gondolom, egy kellemes túrán vagyunk túl.

### 7. forduló (főtábla 2. forduló)
2017. szeptember 22-én a Magyar Labdarúgó-szövetség (MLSZ) székházában megtartott sorsoláson a 70-szeres válogatott Nyilasi Tibor, az MLSZ elnökségi tagjának vezetésével készültek el a párosítások. Az Újpest csapata a megye I-ben szereplő Gödöllői SK együttesével küzd meg a legjobb 32-be kerülésért.

### 8. forduló (főtábla 3. forduló)
| 2017. október 25., szerda 13:30 |

| Gödöllői SK (megye I)    | 0 – 3               | Újpest FC                                     |
| ------------------------ | ------------------- | --------------------------------------------- |
| Kaiser 67' Rakonczay 74' | (0 – 1) Jegyzőkönyv | 37' (11-esből)(0–1) 48'(0–2) 64'(0–3)Tischler |

| Városi stadion, Gödöllő Nézőszám: 1 500 Játékvezető: Urbán Eszter (magyar) Asszisztensek: Máyer Gábor és Zsákai Milán |

Futballünnepet rendeztünk, s bár kikaptunk három nullára, talán ez olyan tipikus eset egy csapat életében, hogy ilyenkor is elmondhatjuk, minden pozitív volt, nagyon jól futballoztunk. Megnehezítettük az Újpest dolgát.
Megvan a továbbjutás, ezért utaztunk Gödöllőre. Elégedett vagyok, különösen a második félidőben mutatott játékkal. Agresszívan, koncentráltan futballoztunk, aminek győzelem az eredménye.
| 2017. november 29., szerda 12:00 |

| Vecsési FC (NB III) | 0 – 5               | Újpest FC                                                                   |
| ------------------- | ------------------- | --------------------------------------------------------------------------- |
| Molnár 37'          | (0 – 2) Jegyzőkönyv | 19'(0–1)Kálnoki Kis 44'(0–2) 51'(0–3)Tischler 73'(0–4)Selmani 77'(0–5)Simon |

| Városi stadion, Vecsés Nézőszám: 700 Játékvezető: Lovas László (magyar) Asszisztensek: Albert István és Medovarszki János |

Elkövettünk olyan hibákat, amelyek a bajnokikon is jellemzőek a csapatra. Megérdemelten, erőlködés nélkül nyert az Újpest, a mérkőzés végén már felszabadult játékkal.
Az első perctől kezdve koncentráltan futballoztunk, s ennek eredményeként egyáltalán nem forgott veszélyben a győzelmünk. Magabiztosan futballozott a csapat.

### Nyolcaddöntő

#### 1. mérkőzés
| 2018. február 27., kedd 18:00 |

| Újpest FC                     | 2 – 0               | Paksi FC  |
| ----------------------------- | ------------------- | --------- |
| Nagy D. (1–0) 15' • (2–0) 67' | (1 – 0) Jegyzőkönyv | 46' Hajdú |

| Szusza Ferenc Stadion, Budapest Játékvezető: Erdős József (magyar) Asszisztensek: Szert Balázs és Vígh-Tarsonyi Gergő |

#### visszavágó
| 2018. március 6., kedd 17:00 |

| Paksi FC    | 0 – 2               | Újpest FC                                |
| ----------- | ------------------- | ---------------------------------------- |
| Lenzsér 72' | (0 – 0) Jegyzőkönyv | 56' (0–1) 75' Tischler 83' (0–2) Nwobodo |

| Fehérvári úti stadion, Paks Játékvezető: Szőts Gergely (magyar) Asszisztensek: Tóth II. Vencel és Lémon Oszkár |

Továbbjutott az Újpest, 4–0-s gólkülönbséggel.

### Negyeddöntő

#### 1. mérkőzés
| 2018. március 13., kedd 18:00 |

| Újpest FC                           | 2 – 1               | MTK Budapest FC (NB II) |
| ----------------------------------- | ------------------- | ----------------------- |
| Bojović (1–0) 36' Nagy D. (2–1) 66' | (1 – 1) Jegyzőkönyv | 38' (1–1) Vass          |

| Szusza Ferenc Stadion, Budapest Játékvezető: Berke Balázs (magyar) Asszisztensek: Berettyán Péter és Szécsényi István |

#### visszavágó
| 2018. április 4., szerda 17:30 |

| MTK Budapest FC (NB II)                                                  | 3 – 2               | Újpest FC                                                                      |
| ------------------------------------------------------------------------ | ------------------- | ------------------------------------------------------------------------------ |
| Kanta (1–0) 17' • (2–1) 61' Deutsch (3–1) 63' 33' Talabér 25' Lencse 65' | (1 – 0) Jegyzőkönyv | 53' (1–1) • 83' (3–2) Novothny 35' Bureković 36' Tischler 37' Diallo 79' Onovo |

| Hidegkuti Nándor Stadion, Budapest Játékvezető: Bognár Tamás (magyar) Asszisztensek: Albert István és Huszár Balázs |

Továbbjutott az Újpest, 4–4-es gólkülönbséggel, idegenben lőtt több góllal.

### Elődöntő

#### 1. mérkőzés
2018. április 4-én a Magyar Labdarúgó-szövetség (MLSZ) elkészítette a Magyar Kupa elődöntőinek sorsolását. A döntőbe jutásért az NB I-es újonc Balmaz Kamilla Gyógyfürdő lesz az újpestiek ellenfele.
| 2018. április 17., kedd 19:00 (tv: M4 Sport) |

| Újpest FC                     | 2 – 1               | Balmaz Kamilla Gyógyfürdő |
| ----------------------------- | ------------------- | ------------------------- |
| Nagy D. (1–0) 19' • (2–0) 33' | (2 – 0) Jegyzőkönyv | 85' (2–1) Arabuli         |

| Szusza Ferenc Stadion, Budapest Nézőszám: 1 775 Játékvezető: Pintér Csaba (magyar) Asszisztensek: Garai Péter és Bornemissza Norbert |

- Újpest: Pajovics — Balázs B., Bojovics, Litauszki , Bureković — Onovo, Sanković — Pauljevics (Zsótér  67'), Nagy D., Nwobodo (Cseke  74') — Novothny (Tischler  80') • Fel nem használt cserék: Gundel-Takács (kapus), Szűcs, Kálnoki Kis, Mohl • Vezetőedző: Nebojsa Vignjevics
- Balmazújváros: Pogacsics — Habovda, Póti, Rus, Uzoma — Vajda (Harsányi  76'), Sigér , Batarelo (Erdei  67'), Maiszuradze — Arabuli, Andrics (Rudolf  33') • Fel nem használt cserék: Szécsi (kapus), Jagodics B., Kónya, Kamarás • Vezetőedző: Horváth Ferenc

Az összecsapást a hazaiak kezdték jobban, a 17. percben a kapufa még megmentette a vendégeket. A 19. percben megszerezte a vezetést az Újpest: Batarelo veszítette el a labdát a saját térfelén, majd Novothny passzolt Nagy Dánielhez, aki a tizenhatos vonalán a kapu felé fordult, s jobbal a jobb felső sarokba küldte a labdát; (1–0). A 33. percben már kettővel vezettek a hazaiak: Nwobodo húzott befelé a bal oldalról, majd játékba hozta Nagy Dánielt, aki 19 méterről, ballal, félmagasan a kapu bal oldalába lőtte a labdát; (2–0). A folytatásban már a Balmazújváros is tudott veszélyeztetni, de sokáig úgy tűnt, hogy a hazaiak megőrzik előnyüket. A 72. percben Arabuli a keresztlécre lőtte a labdát. A 85. percben szépített a Balmaz: Erdei jobb oldali beadása után Arabuli fejesét védte Pajovics , a kipattanóra azonban a grúz csatár ért oda először, és három méterről ballal a kapus fölött a hálóba küldte a labdát; (2–1). Ez maradt a végeredmény, a Balmazújváros egygólos hátrányba került, de góljának köszönhetően még joggal reménykedhet, hogy hazai pályán megfordítja a párharcot. A visszavágót május 9-én rendezik Balmazújvárosban.
Mérkőzés utáni nyilatkozatok:
Két meccset játszottunk valójában. Az első úgy 40 percig tartott, ekkor fegyelmezettek voltunk, jól is játszottunk. Aztán 2–0 után már nem az Újpest volt a pályán, hanem olyan játékosok, akik csak magukért akartak játszani, fontosabb volt, hogy ki szerezze a következő gólt, hogy ki csináljon valami szebbet a pályán, mint hogy a csapat minél nagyobb különbséggel nyerjen. Ez a meccs 3–0 vagy 4–0 is lehetett volna, ehelyett az Újpest vezetett 2–0-ra, utána meg jött a játékosok öncélú produkciója. Az utolsó tíz percre energiát is vesztettünk és olyan dolgokat akartunk megcsinálni, amikre nem vagyunk képesek. Nekünk megvoltak a helyzeteink, nekik meg 1–2 kapura lövésük, de az elég is volt egy gólhoz. Pont ezt mondtam az utolsó meccs után: hogy előre lépünk kettőt, aztán meg egyet vissza. Most is léptünk előre kettőt, az első félidőben, aztán hármat meg vissza – mentalitásban, karakterben, ami sokkal fontosabb, mint a futballtudás. Ma megmutattuk, hogy hiányzik belőlünk valami, ha meg akarjuk nyerni a kupát, meg kell érteniük a játékosoknak, hogy a kupagyőztes ebben az évben igenis csak az Újpest lehet! Legyen szó akár Novothnyról, Tischlerről vagy Nagy Daniról, engem nem érdekel ki lövi a gólt, de sajnos 2–0 után a játékosok ezt nem így gondolták. «Én akarom megnyerni a kupát, fontosabb akarok lenni, mint maga az Újpest» – ez itt a probléma.
Nyílt maradt a visszavágó. Sok meglepetés nem történt, eddig is az Újpest volt az esélyesebb, most is ők azok. De meghagytuk magunknak azt a lehetőséget, amit szerettünk volna. Az első félidő úgy ahogy volt, kuka volt, főleg az első 20 perc. Vannak dolgok, amiket el kell rendeznünk, amik nem úgy mennek, ahogy szeretnénk, kis nyugalmat kell teremteni a csapat körül, és akkor rendben lesznek a dolgok. A második félidei játék az teljesen jól működött. Ilyesmi kell a visszavágón is. Senki nem mondta, hogy az Újpest nem jó csapat, vagy hogy be lehet sétálni a döntőbe, ez most is így van, meg kell érte feszülni.

#### visszavágó
| 2018. május 9., szerda 20:00 (tv: M4 Sport) |

| Balmaz Kamilla Gyógyfürdő | 0 – 0                 | Újpest FC                               |
| ------------------------- | --------------------- | --------------------------------------- |
| Habovda 26' Tamás 66'     | Jegyzőkönyv Részletek | 51' A. Diallo 76' Nwobodo 81' Litauszki |

| Városi sportpálya, Balmazújváros Nézőszám: 1 086 Játékvezető: Erdős József (magyar) Asszisztensek: Varga Zsolt és Szert Balázs |

- Újpest: Pajovics — Balázs, Bojovics, Litauszki , Burekovics — Onovo, Nwobodo (A. Diallo  szünetben) — Pauljevics, Nagy D. (Szűcs  53'), Szankovics — Novothny (Tischler  62') • Fel nem használt cserék: Gundel-Takács (kapus), Kálnoki Kis, Zsótér, Mohl • Vezetőedző: Nebojsa Vignjevics
- Balmazújváros: Szécsi — Habovda, Rus, Tamás, Uzoma — Vajda, Sigér , Maiszuradze (Batarelo  72'), Haris (Arabuli 62') — Andrics, Kónya (Rudolf  61') • Fel nem használt cserék: Pogacsics (kapus), Erdei, Jagodics B., Kamarás • Vezetőedző: Horváth Ferenc

Az első félidőben a Balmazújváros sokkal többet támadott az ellenfelénél. Az Újpest inkább a rombolással volt elfoglalva. A Balmazújváros viszont nagyon iparkodott, ennek jele két nagy helyzet volt, mindkettőnél Pajovics védett szenzációsan. Előbb Vajda közeli perdítését hatástalanította, majd Andrics távoli lövését szedte ki a bal alsóból. A második félidőben, ha lehet, még jobban megszervezte a védelmét az Újpest, így sokkal ritkábban tudtak a hazaiak helyzetbe kerülni. Ez sem sokat számított, sőt az újpesti Szűcs gólt is szerezhetett volna, de a 71. percben hiába állt szemben Szécsi kapussal, fölé emelt. Ezután elkeseredett támadásokba kezdett a Balmazújváros, de a csatárok nem tudtak igazán nagy helyzetbe kerülni. Kisebb lehetőségek adódtak, csakhogy hiányzott a pontosság. A háromperces hosszabbításban ívelgetésekkel próbálkoztak a hazaiak, az újpesti védők azonban biztosan álltak a lábukon, így sikerült kibekkelniük az utolsó perceket.
A legfontosabb és az egyetlen egy dolog amiért ma jöttünk, hogy bejussunk a Magyar Kupa fináléjába. Már a párharcot megelőzően tudtuk, hogy ez a találkozó rendkívül nehéz lesz, hiszen a Balmazújvárosnak történelmi esemény lett volna a döntő, ez rendkívül nagy motiváció volt számukra. Az ellenfelünk nagyon agresszív játékot folytatott, mi pedig próbáltuk őket megállítani. Összességében újra azt tudom mondani, hogy most a legfontosabb az volt, hogy tovább menjünk.
A legfontosabb mindig az, hogy tiszta lelkiismerettel tudjunk tükörbe nézni. Az eredmény az néha másodlagos. Nemcsak a fociban, más dolgokban is. A srácoknak most nem szabad, hogy fájjon a szíve, tovább kell lépni, ami azért nem lesz egy könnyű mutatvány. Nem tudom, mit hoz ki belőlük, hogy nem jutottunk a döntőbe. Reális esélyünk volt rá, ezért kicsit el is hittük, hogy ott lehetünk a fináléban. Hozzá kell majd nyúlnunk a pedagógiai módszerekhez, mert itt edzésről már szó sincs, itt arról szól a történet, hogy rendet tudunk-e tenni a fejekben.
Továbbjutott az Újpest, 2–1-es gólkülönbséggel.

### Döntő
| 2018. május 23., szerda 20:00 (tv: M4 Sport) |

| Puskás Akadémia FC                                                  | 2 – 2 (h. u.)       | Újpest FC                                           |
| ------------------------------------------------------------------- | ------------------- | --------------------------------------------------- |
| Knežević (1–0) 38' Perošević (2–2) 66' Márkvárt 60' Hegedüs L. 113' | (1 – 0) Jegyzőkönyv | 55' (1–1) 88' Zsótér 62' (1–2) Bojović 105' Nwobodo |
| Büntetőpárbaj                                                       |                     |                                                     |
| Perošević Bačelić-Grgić U. Diallo Henty Balogh Hegedűs J.           | 4 – 5               | Onovo Litauszki A. Diallo Balázs Zsótér Bojović     |

| Groupama Aréna, Budapest Nézőszám: 11 270 Játékvezető: Andó-Szabó (magyar) Asszisztensek: Buzás, Szécsényi |

| A 2017–2018-as Magyar Kupa győztese |
| ----------------------------------- |
| Újpest FC 10. cím                   |

## Felkészülési mérkőzések
Győzelem
      Döntetlen
      Vereség

### Nyár
| 2017. június 24., szombat 18:00 |

| Újpest                                 | 1 – 0               | SV Ried(Ried im Innkreis) (Osztrák Bundesliga) |
| -------------------------------------- | ------------------- | ---------------------------------------------- |
| Novothny (1–0) 10' Hadaró Valentin 26′ | (1 – 0) Jegyzőkönyv |                                                |

| Ausztria, edzőtábor Nézőszám: nem ismert Játékvezető: nem ismert (nem ismert) Asszisztensek: nem ismert |

- Újpest 1. félidő: Banai — Litauszki, Hadaró, Balázs, Pávkovics — Sanković, Diarra, Németh, Zsótér, — Novothny, Obinna
- Újpest 2. félidő: Pajović — Szűcs, Szilvási, Mohl, Kálnoki Kis — Bojović, Windecker, Cseke, Tischler — Diarra — Nagy

Csapatunk Novothny Soma révén hamar vezetést szerzett az SV Ried ellen, azonban Kaposvárról érkező tesztjátékosunk, Hadaró Valentin kiállítását követően 10 emberrel inkább a védekezésen volt a hangsúly. Vezetőedzőnk így összegezte a látottakat a lefújást követően: „Nem tetszett a találkozó abból a szempontból, hogy az összecsapás nagy részében emberhátrányban kellett futballoznunk. A felkészülés ezen szakaszában, amit láttam, az rendben volt, mert elég kemény két hetet tudnak a fiúk már maguk mögött. Sok jó dolgot tapasztaltam a mérkőzés folyamán, és boldog vagyok, hogy a körülmények ellenére is győzni tudtunk a hazaiak ellen. Remélem Mohl Dávid sérülése hamar rendbe jön majd,.
| 2017. június 27., kedd |

| Újpest             | 1 – 4               | Apollon Limassol(Limassol) (Ciprusi első osztály)                             |
| ------------------ | ------------------- | ----------------------------------------------------------------------------- |
| Novothny (1–0) 22' | (1 – 0) Jegyzőkönyv | (1–1) 52' Zelaya(1–2) 59' (11-esből) da Silva(1–3) 74' Pittas(1–3) 84' Pittas |

| Ausztria, edzőtábor Nézőszám: nem ismert Játékvezető: nem ismert (nem ismert) Asszisztensek: nem ismert |

A végeredmény természetesen nem néz ki jól. Két ellentétes félidőt játszottunk. A meccs első fele tetszett, nem az eredmény, hanem a mutatott játékunk miatt. A második játékrész viszont egyáltalán nem volt még elfogadhatónak mondható sem. Sajnos két sérültünk is lett, Zsótér Donát bal csuklója tört el egy rossz talajra érkezést követően, Mijusko Bojovic pedig a játék vége fele sérült rá régebbi combsérülésére. Úgy gondolom, védőnk hamar újra bevethető lesz, Donátnak pedig mihamarabbi felépülést kívánok. Összefoglalva, ahogy arra számítani lehetett, ellenfelünk már a felkészülési időszakának a vége felé jár, hiszen nemsokára megkezdi a szereplését az európai kupaporondon. Mi most dolgozunk a legkeményebben, így érthető, hogy egy kicsit fáradtak a játékosaink lábai, és fejben is lassabban döntenek. Ez néha hozhat ilyen eredményeket.
| 2017. június 30., péntek |

| LASK Linz | 2 – 1               | Újpest |
| --------- | ------------------- | ------ |
|           | (1 – 0) Jegyzőkönyv |        |

| Ausztria, edzőtábor Nézőszám: nem ismert Játékvezető: nem ismert (nem ismert) Asszisztensek: nem ismert |

A mérkőzés folyamán láttam jó és rossz dolgokat is. Néhány momentumunk szépen sikerült, voltak szépen felépített támadásaink. Messze vagyunk még attól a formától és játéktól, amit elképzeltünk magunknak az előttünk álló idényben. Még pár játékos hiányzik a keretből, de bízom benne, hogy amikor a frissítési időszak végére érünk, sokkal jobban fogunk játszani” – értékelte az edzőtáborunkban játszott utolsó felkészülési mérkőzésünket.
| 2017. augusztus 23., csütörtök |

| Újpest                                 | 2 – 0               | III. Kerületi TVE |
| -------------------------------------- | ------------------- | ----------------- |
| Tischler (1–0) 12' Pávkovics (1–0) 54' | (1 – 0) Jegyzőkönyv |                   |

| Nézőszám: nem ismert Játékvezető: nem ismert (nem ismert) Asszisztensek: nem ismert |

Egy jó felkészülési mérkőzést játszottunk a III. Kerületi TVE csapata ellen, ami főként az új és a kevés játéklehetőséget kapó játékosainknak volt fontos. Sok kiváló játékszituációt láttam a csapattól a mérkőzés során. Megannyi helyeztet és lehetőséget dolgozunk ki, viszont csak két gólt szereztük, ez hiba. Ha az összképet nézzük, elégedettek lehetünk a ma lejátszott mérkőzéssel, elérte a célját.
| 2017. szeptember 1., péntek 18:00 |

| Slaven Belupo | – | Újpest |
| ------------- | - | ------ |
|               |   |        |

| Gradski Stadion, Kapronca, Horvátország |